# Vörös Erőd (Delhi)
A delhi Vörös Erőd (hindiül:  लाल क़िला, átírásban: Lál Kila, urdu: لال قلعہ) egy 2007-ben UNESCO-védelem alá helyezett világörökségi helyszín India Delhi városában. Az erőd Lál Kila, Red Fort, illetve Delhi Vörös Erődje néven is ismert.
A 17. században Sáh Dzsahán mogul szultán által építtetett erődkomplexum a Mogul Birodalom fővárosának szerepét töltötte be 1857-ig, amikor a brit indiai kormány az utolsó mogul uralkodót, a szipojlázadás szimbolikus vezetőjét, II. Bahádur szultánt száműzte. 1947-ig, India függetlenségének elnyeréséig a britek katonai támaszpontként használták, és később is évekig az indiai hadsereg ellenőrzése alatt állt. Ma India szuverenitásának jelképe és Delhi egyik legfőbb turistalátványossága. A mogul korszakban az uralkodók reggelente megmutatták magukat az erőd ablakában (Zer Dzsaróka), ez volt a darsána (megmutatkozás, láttatás) szertartása, mely után az alattvalók napi munkája kezdetét vehette.
Ma India miniszterelnöke minden évben, augusztus 15-én a Függetlenség Napján, itt, a Lahor Kapu barbakánjának falairól mondja el ünnepi beszédét, és felvonja India nemzeti lobogóját. Az erőd a színhelye a január 26-án, a Köztársaság Napján megrendezett ünnepségsorozatnak is, amely Rázpath-ban kezdődik, és ezen a helyen tetőzik.
Az erőd építészeti jellege, szerkezete és története vizuálisan is kifejezi a mogulok történelmét, akik a csagatáj törökök és timuridák leszármazottai voltak, magukba szívták Közép- és Nyugat-Ázsia befolyásoló hatásait, végül heterodox és toleráns vallási politikát hirdető birodalmat alapítottak Indiában. Asszimilálták a helyi gyakorlatot, kultúrát és a 18–19. században az egyre növekvő jelentőségű európai szemléletet.

## Leírása

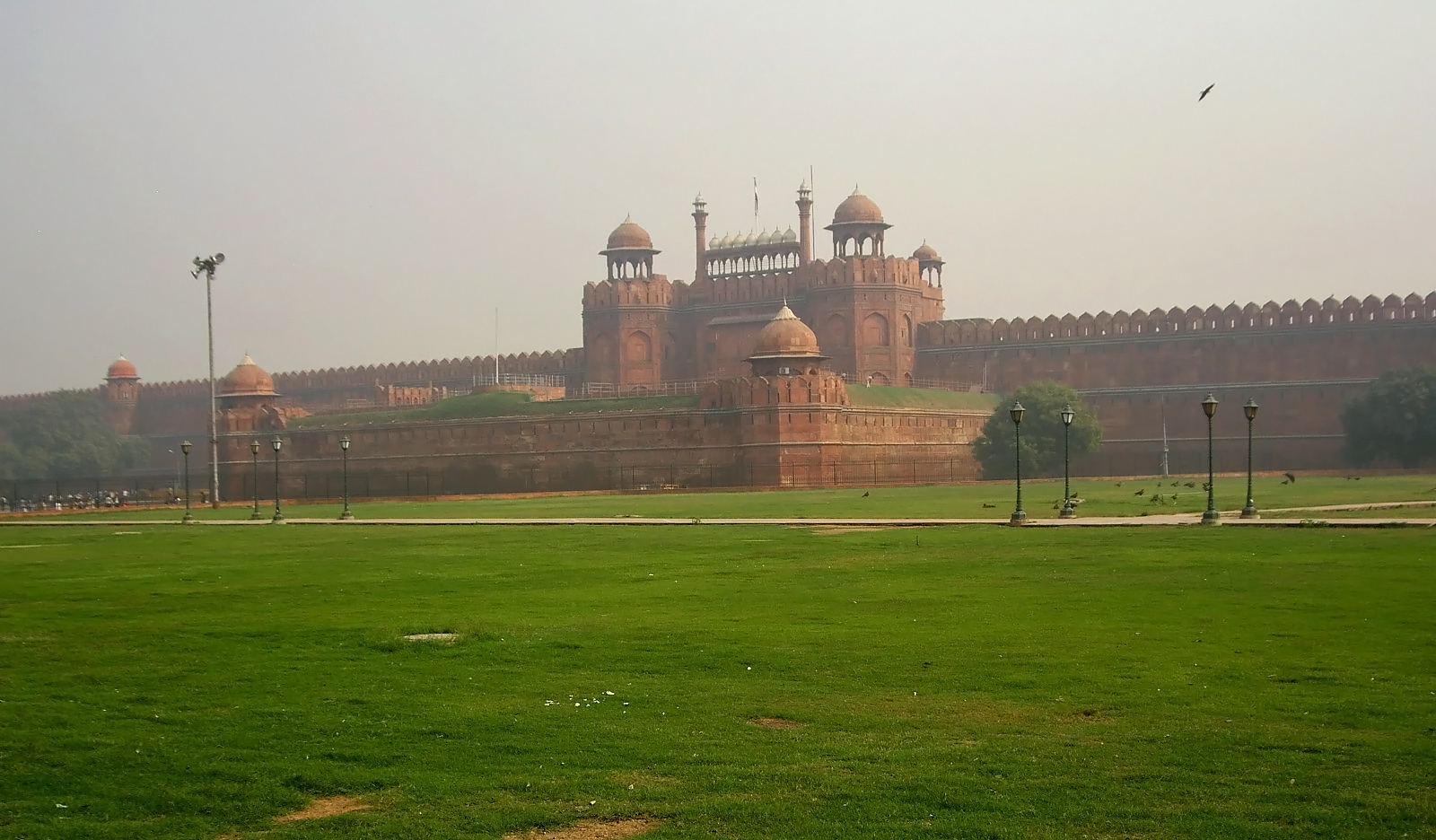
A Lahor kapu és az erőd falai

A Vörös Erőd különböző gyökerű építészeti elemek hatásait ötvözi, így megtalálhatók itt az őslakos indiai, hindu építészet dekoratív formái, a közép-ázsiai építészet jellemzői és az európai stílusok és technikák, például a bangla-tető, a reliefmunkák, cirádás boltozatok és számtalan szubkontinentális eredetű építészeti megoldás. Európai (elsősorban olasz) eredetűek a baluszter oszlopok és a színes kő- és márványberakásos kézművesmunkák (pietra dura). Dzsahángír uralkodása idején az európai kereskedők egyre gyakoribb látogatásaik során magukkal hozták az európai művészeti alkotások néhány példányát és előállításuk módszereit is. Ilyen volt az üvegből készült tükör – a mogul uralkodók addig Aleppóból (Szíria) származó polírozott ónt használtak erre a célra. Ezek az üvegtükrök széles körben használt dekorációs elemei voltak a Vörös Erőd szobáinak.
Az erőd tervezése, díszítése és formai megoldása a perzsa, európai és indiai művészet szintézise, egyedülállóan Sáh Dzsahánra és a Mogul Birodalom fénykorára jellemző alkotás. A vörös homokkőből épült erődfalak kiemelik a belső térben épült paloták fehér márványegyütteseit.
Az épületkomplexum kiterjedése észak-déli irányban 944,9 m, kelet-nyugati irányban 493 m, az épületek legnagyobb magassága 22,9 m. Oromzatának falain lőrések, bástyák találhatók, melyet várárok vesz körül. Az erőd falait két hatalmas kapu töri meg: nyugaton a Lahor Kapu és délen a Delhi Kapu. A főbejárat a Lahor Kapu, amely a városból a Csanda Csauk bazársoron keresztül közelíthető meg. A Lahor Kapu mellett régi hindu alkotású, életnagyságú kőelefántok állnak, melyeket eredeti helyükről hoztak ide. Az élőlények ábrázolásának tilalmát már nem vették annyira szigorúan, ezek a szobrok mint diadaljelvények tűnnek fel az erődben.
A Lahor Kapu után mintegy két emelet magas, de nem boltíves fedett bazársor (Csatta Csauk, vagy elterjedt angolos nevén Chatta Chowk) vezet az erőd belsejébe. A bazársor végén tágas füves térség nyílik. Ennek központjában medence jelöli azt a pontot, ahol az erőd két fő tengelye, a Delhi kaputól északra, és a Lahor Kaputól keletre futó út találkozik. A két út eredetileg katonai (nyugat) és palotanegyedre (kelet) osztotta az erődöt.

A Vörös Erőd alaprajza:
1 – Delhi Kapu
2 – Lahor Kapu
3 – Csatta Csauk (Fedett bazár)
4 – Navbat Hána, vagy Nakkár Hána (Dobterem)
5 – Díváne Ám (Nyilvános kihallgatások csarnoka)
6 – Sáhi Burdzs
7 – Nahre-Behest - A paradicsom csatornája
8 – Hammám (Fürdő)
9 – Díváne Hász (Magánkihallgatások csarnoka)
10 – Hvábgáh, vagy Hász Mahal
11 – Rang Mahal
12 – Moti Maszdzsid (Gyöngymecset)
13 – Mumtáz Mahal
14 – Szalímgarh Erőd
19 – Haját Bakas kert
16 – Bhadon pavilon
17 – Szavan pavilon
18 – Zafar Mahal
19 – Aszad Burdzs és a Víz Kapu

A tulajdonképpeni erőd belsejében, a bazársort elhagyva a Nakkár Hána (vagy Navbat Hána=zeneterem, dobterem) az első jelentősebb épület. Innen tovább már csak a nemesek és kiváltságosok mehettek. Az épületet elhagyva jut a látogató az erőd nagy udvarába, az észak–déli irányban 165 méter, kelet-nyugati irányban 128 méter kiterjedésű „második” udvarba, melynek közepén a Díváne Ám (Nyilvános kihallgatások csarnoka) áll. E mögött a keleti oldalon egy kisebb udvar, majd a „Rang Mahal” (festett palota) következik, amely egy fürdőt és egyéb, főleg női lakosztályokat tartalmaz. Az épületeknek ez a csoportja kelet-nyugati irányban 487 méterre terjed ki, szinte egyenlő részre osztva a palotaegyüttest. Az északi részben kisebb udvarok és épületek találhatók, feltehetően rangosabb vendégek részére, majd ezen túl a Díváne Hász (Magánkihallgatások csarnoka) áll. Ennek a kapujában állomásozott a királyi testőrség. Mögötte már az erődfal áll, közvetlenül a Jamuna folyó medréből kiemelkedve.
A Díváne Hásztól északra a királyi fürdő található (Hammám), attól nyugatra a Moti Maszdzsid, vagy Gyöngy-mecset. Az erőd keleti falának északi kiszögellésén egy toronylakosztály áll, a Sáh Burdzs (Nyolcszögletű Torony), amely az uralkodó dolgozószobája volt. A Díváne Hásztól délre az uralkodó privát lakosztályai (Hász Mahal) sorakoznak a következő termekkel: Tásbi Hána (Beszélő Gyöngyök Terme), Hvábgáh (Hálószoba), Baithak („Ülő” Szoba), Muszamman Burdzs vagy Zer Dzsaróka. Ez utóbbiban van az az ablak, amelyben az uralkodó reggelente megmutatta magát népének, az ún. darsána szertartásának keretében. Ebből az épületből átjárás nyílt a Rang Mahal palotába, illetve a nők számára fenntartott épületrészekbe (Zenána, vagy hárem). A Zenána egyik épülete Mumtáz Mahalnak, Sáh Dzsahán legkedvesebb feleségének lakosztálya.
Sáhdzsahánábádban az uralkodó elkülönülése alattvalóitól az erőd építésében és tervezésében is nyomon követhető. A magas erődítményfal a Lahor Kapunál a később hozzáépített barbakánnal tekinthetők az első lépcsőnek. Az impozáns, vizuális és hangjelzéssel figyelmeztető Nakkár Hána épülete volt a csomópontja azoknak az utaknak, amelyek elválasztották a köznépet a kihallgatási csarnoktól (Díváne-Ám), majd beljebb az uralkodó magánlakosztályaitól. Még a Díváne Ám-on belül is hierarchikus ezüst és arany borítású kőkorlátok osztották meg a teret, ezek jelölték ki azt a távolságot, amit a különböző rangú alattvalóknak tiszteletben kellett tartaniuk tartózkodásuk alatt. Ezt a tagozódást az épületek anyagai is tükrözték, a hivatalok és kisebb épületek téglából és vörös homokkőből épültek, míg a császári lakosztályok fehér márványból.
A mogulok a kertek iránti rajongásukat őseiktől örökölték, akik a nyugat-ázsiai szubkontinens birodalmi hagyományait követve a mennyország földi megfelelőit látták bennük. A változó színek és illatok mellett a folyóvíz látványában lelték örömüket, a kertépítészetet a szimmetria elvével vegyítették. A Vörös Erőd legnagyobb kertjét, a Haját Bakas-t (amely a Sáh Burdzs és a Díváne Hász szomszédságában terül el) nem csak a növények esztétikai elrendezése tette különlegessé, hanem olyan épített szerkezeti elemek is, amelyek kiegészítették és kiemelték szépségét. Patakok, szökőkutak, medencék tagolták, és különböző díszített, kőberakásos pavilonok (ilyen a Szavan és Bhadon pavilon), amelyeket éjszaka színes lámpákkal világítottak meg.
Ezzel a kerttel szomszédos volt az úgynevezett Mehtáb Bágh („Holdkert”). Ennek a középpontjában áll a vörös homokkőből épült Lál Mahal. Régi leírások utalnak egyéb kertekre is, például a Mumtáz Mahal és az Aszad Burdzs között fekvő Bagh-i-Angoorra („Szőlőkert”). Kisebb kerteket alakítottak ki a lakónegyedek belsejében is. A palotákat eredetileg összekötő kertek nem maradtak meg.
A paloták szimmetrikusan helyezkednek el. A szellős pavilonokat télen ponyvákkal, függönyökkel egészítették ki, nyáron illatos khászfűvel borították. A mogulok közép-ázsiai származása tükröződött abban is, hogy az épületek nyitott jellegét függönyökkel, sátorszerű leplekkel ellensúlyozták. Festmények és irodalmi bizonyítékok utalnak arra, hogy nagy területeket fedtek be díszesen hímzett szövetekkel, ponyvákkal, amelyek egyrészt kiterjesztették az épületek belső tereit, másrészt védtek a tűző nap ellen.

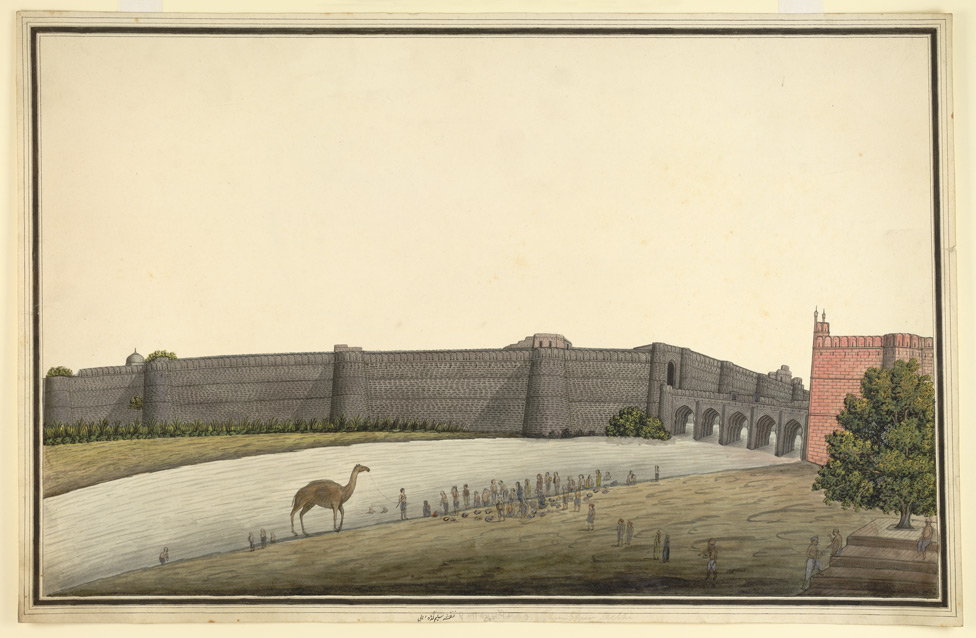
A Szalímgarh Erőd kapcsolata a Vörös Erőddel. Egykorú kép 1858-ból

A Vörös Erőd északkeleti részén egy másik erőd áll, a Szalímgarh Erőd.
A Jamuna egyik ága valamikor a két erőd között folyt, és egy falazott híd kapcsolta össze a kettőt. Ezt az erődöt Szálim (Iszlám) Sah Szuri (1545–1553) építtette, Sér Sah Szuri delhi szultán fia, 1546-ban. Épp csak a falakat fejezték be, amikor Szálim Sah meghalt, és az építkezést abbahagyták. Később, Sáhdzsahánábád felépítése előtt mogul uralkodók táboroztak itt, így Humájun mogul sah is, aki három napig itt ütötte fel főhadiszállását Delhi visszafoglalása előtt (1555). 1622-ben Dzsahángír egy híddal kötötte össze a két erődöt, ezt a britek 1857 után eltávolították egy vasútvonal építésének kedvéért. Aurangzeb uralkodása alatt börtönként funkcionált, majd a britek, megtartva fegyház jellegét, 1857 után a tüzérségi egységeket szállásolták el itt. 1945-ben az Indiai Nemzeti Hadsereg tisztjei is itt raboskodtak. A Szalímgarh Erődöt ma Swatantrata Senani Smaraknak hívják (Szabadságharcosok Emlékhelye), és az Indiai Nemzeti Hadsereg egyenruháit, fényképeit állítják ki. Az erőd falai erősen leromlottak, törmelékesek. A belépés az északi részen, a Bahádur sahról elnevezett kapun lehetséges.
A Vörös Erőd falrendszerének északi szegmensét egy vasútvonal töri meg, amely áthalad a Salimgarh erődbe vezető híd alatt. Ez a vasút, nem csak Szalímgarh környezetét változtatta meg, de annak viszonyát is a Vörös Erőddel. A számtalan vágány okozta mintázat tönkreteszi az erőd térbeli jellemzőit is. Szalímgarh erődjét számos gyarmati és modern beavatkozás uralja: lőszerraktárak, börtönök, garázsok, üzletházak, irodaépületek, magánlakások.
Az erőd épületeinek állaga általánosságban vegyes képet mutat. A legtöbb gondot a víz okozza, bár az épületek egy része meglehetősen jó állapotban van, és főbb díszítőelemeik is megmaradtak. A pietra dura márványberakásait sok helyen eltávolították a fosztogatók, vagy megrongálták a vandálok. A teaház, bár nem történelmi állapotában, ma működő étterem. A Moti Maszdzsid és a fürdők (hammam) a nagyközönség elől zártak, de az ablakok és a márványrácsozat művészi munkái kívülről megtekinthetők. A megmaradt járdák meglehetősen omladozó állapotban vannak. Nyilvános WC-k találhatók a bejáratnál és a park belsejében, de néhány ezek közül nagyon elhanyagolt. A Lahor Kaputól az erőd belseje felé vezető bejárati útnál, ott, ahol régen a fedett bazár (Csatta Csauk) állt, ma is bevásárlóközpont található, ahol főként arany- és ezüstékszereket, különféle kézművestermékeket árulnak. Látogatható az erődön belül egy régészeti, illetve egy háborús emlékmúzeum is, valamint egy kiállítás, ahol 20. századi indiai vértanúkat ábrázoló, vérrel festett alkotásokat mutatnak be.

## Története
A Vörös Erődöt a Mogul Birodalomnak abban az időszakában építették, amikor a császár még a jól szervezett, nagy bevételekkel rendelkező katonai adminisztráció csúcsán állt, és birodalma meghatározó erő volt az indiai szubkontinensen.

### Sáhdzsahánábád

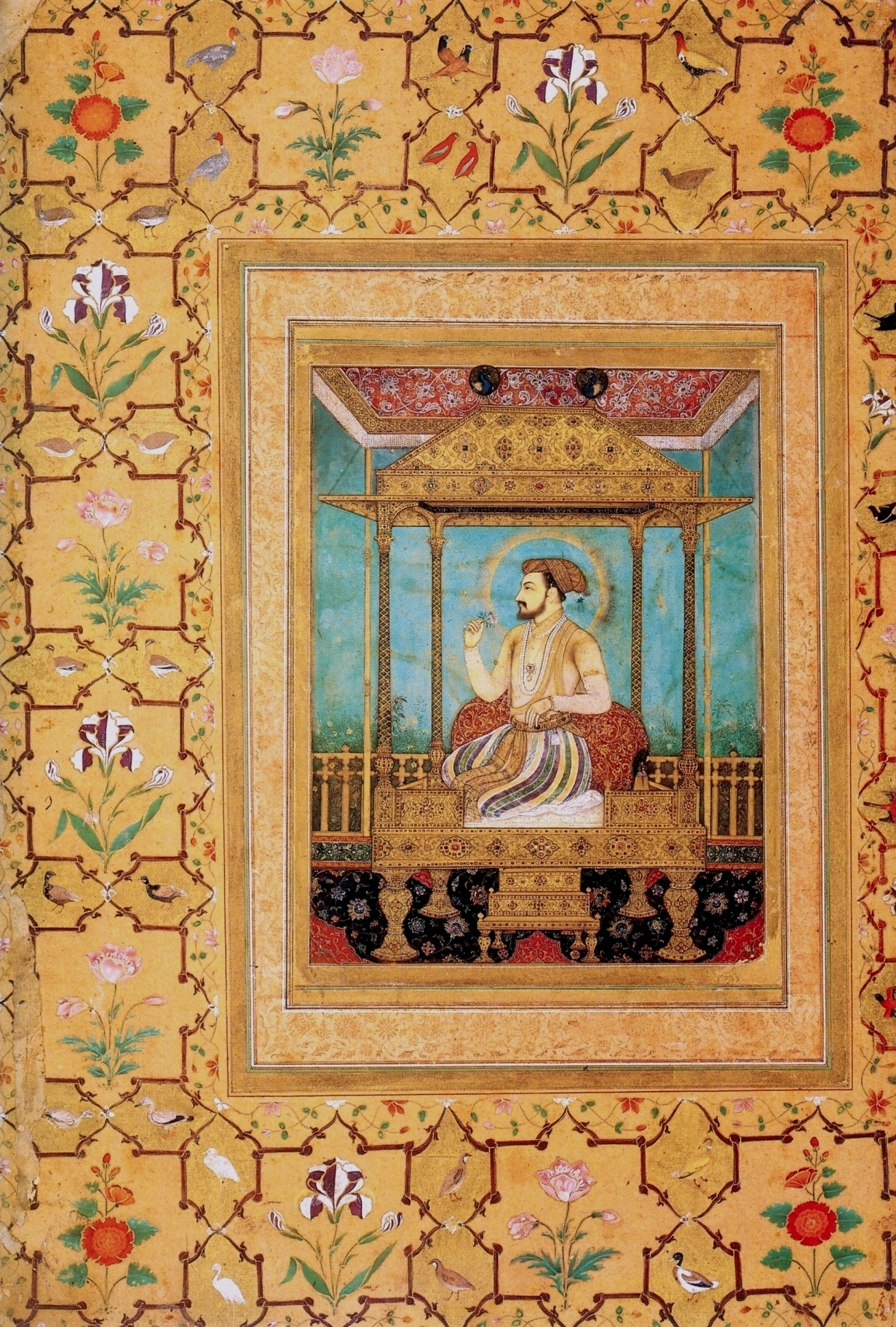
Sáh Dzsahán a Pávatrónon

Sáh Dzsahán (1627–1658) mogul uralkodó 1638-ban kezdte építeni saját városát, Delhi nyolc városa közül a hetediket, Sáhdzsahánábádot. A régi birodalmi székhelyeken, Lahorban és Agrában nem volt elegendő hely az új szertartásrend végrehajtásához, a körmeneti útvonalak kialakításához, és az embertömeg fogadásához. Sáh Dzsahán az építkezések kivitelezéséhez átfogó várostervet készített. A város köré vörös homokkőből falat emelt, legmagasabb pontjára tervezte India máig legnagyobb mecsetét, a Dzsámi Maszdzsidot. 1639-ben, egy asztrológiailag kedvező időpontban lefektette a Vörös Erőd alapjait a Jamuna folyó partján. A folyó az erőd falaitól az évszázadok során mára már arrébb húzódott. A fal északkeleti sarkának közelében egy régi erőd, Szalímgarh állt, amelyet Sér Sah Szuri az utolsó delhi szultán fia, Szálim építtetett 1546-ban, Humájun visszatérése előtt. Az erőd épületegyüttesét Usztad Hamid és Usztad Ahmad tervezte, akik korábban részt vettek a Tádzs Mahal építésében is, az erőd építésének befejezését azonban egyikük sem érte meg. Az építkezés felügyelőjének Sáh Dzsahán Gairat Kánt, Delhi kormányzóját nevezte ki, később őt Makrámat Kánnal helyettesítette. Az uralkodó közvetlenül ellenőrizte és módosította a terveket, figyelemmel kísérte a munkálatokat, díjazta az építkezések előrehaladását. Az uralkodó még 1647-ben elrendelte az építkezések egy éven belüli befejezését, és két további építészt (Akil Kánt és Aka Juszufot) rendelt a munkálatokhoz Makrámat Kán segítségére. Az erőd sokban hasonlít a lahori és agrai erődökre, az épületeket csaknem azonos módon alakították ki, azonos funkciót töltöttek be, és azonos elnevezést kaptak.
Sáh Dzsahán az építményt nemcsak császári palotának szánta, hanem itt helyezte el a birodalom központi irányításához szükséges hivatalokat és a kincstárat, egyúttal védelmi célból fegyverraktárakat alakított ki. Helyet adott egy hatalmas bazársornak, valamint különböző luxuscikkeket előállító műhelyeknek is.*  Fényűző palotákat építtetett a királyi család számára, magánlakosztályait a Jamuna vize padlózatba vájt patakok segítségével hűtötte a nyári melegben. Az ötvenezer fő befogadására alkalmas erőd város volt a városban, az akkori Ó-Delhi (Sáhdzsahánábád) összképét meghatározta. Bár Sáh Dzsahán uralkodása alatt a birodalom még csúcspontján volt, a hanyatlás jelei már mutatkoztak. Az állami bevételek elmaradtak, az államháztartás pazarló pompája, és a növekvő hadi kiadások hatalmas összegeket emésztettek fel.

### Aurangzeb korában

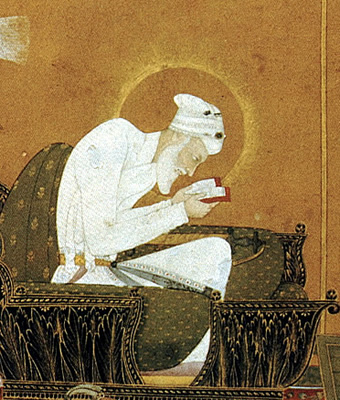
Aurangzeb

Sáh Dzsahán fia és utóda, Aurangzeb (1658–1707), aki apját annak haláláig (1666) az agrai erődben fogva tartotta, a Lahor Kapu és a Delhi Kapu elé egy barbakánt emelt, amely a kapu méltóságteljes hatását sokak szerint gyengíti. Sáh Dzsahán erről így panaszkodik fiának börtönéből írt levelében: „A palotából menyasszonyt csináltál, és fátylat dobtál az arcára”. Ezzel az építménnyel a nyitott udvar helyett a bezárkózás szemléletét alakította ki udvarában, egyúttal erősítette az erőd katonai jellegét is. Megváltoztatta az utak vezetését is, kanyargós bevezetőt építtetett az udvarok és kertek között a főbb épületekhez. Aurangzeb első nagyszabású építkezése azonban a Gyöngymecset (Moti Maszdzsid) volt, amelyet az agrai erőd mecsetének (Moti Maszdzsid =„Gyöngymecset”) mintájára építtetett. A mecset azonban felborította azt az arányosságot, ami a Díváne Hász (Magánkihallgatások Csarnoka) és a tőle északnyugatra fekvő Haját Bakas kert között eredetileg fennállt.
A mereven vallásos Aurangzeb megvetette elődei élvhajhász életmódját, a művészetek támogatását katonai hódításai mellett másodlagosnak tartotta, és a Dekkáni tartományok bekebelezése után a fővárost Aurangábádba költöztette. Ezzel a császári műhelyek művészei aktív patrónus nélkül maradtak, és bár az uralkodó rendelkezett az erőd karbantartásáról, annak fejlesztése abbamaradt. Az aszketikus hajlamú Auragzeb látta az államháztartást érintő problémákat is, ezért akárcsak népétől, udvarától is szigorú takarékosságot követelt. Megszüntette a Nakkar Hána (Dobterem) látványos előadásait, illetve ezeket csak különleges alkalmakkor engedélyezte. Aurangzeb uralkodása alatt Szalímgarh erődje is hasznosításra került, állami börtönként üzemelt. A gyengülő közigazgatási struktúra lehetővé tette, hogy a meghódított tartományokban a helyi erők érvényt szerezzenek akaratuknak; a birodalom közeli területein lázadások törtek ki (elsősorban a szikhek, dzsátok, szátnámik és a maráthák részéről), és a birodalomban nyugtalanság lett úrrá. Aurangzeb halálakor (1707) a kincstár üres volt, az őt követő örökösök hatalmi érdekek játékszereivé váltak, képtelenek voltak arra, hogy feltartóztassák a Mogul Birodalom hanyatlását, így annak hatalma, és tényleges befolyása egyre csökkent.

### Romlás és kiszolgáltatottság

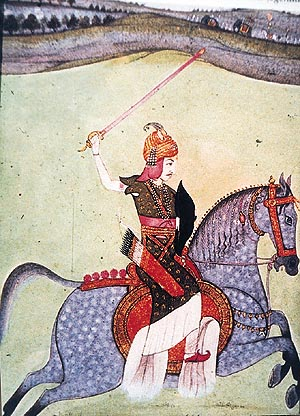
Badzsi Rao marátha vezér

A 18. században Sáhdzsahánábád városa is hanyatlásnak indult. A palota lakatlan volt harminc éven át, amíg Dzsahándár (aki Aurangzeb fiát, I. Bahádur sahot követte a trónon) 1712-ben fényes ünnepség keretében be nem lépett a Vörös Erőd épületébe. Alig egy évig uralkodott, amikor meggyilkolták, ekkor Farukszijár vette át a hatalmat. A mogul állam pénzügyeinek rendetlenségét visszatükrözték Farukszijár kiadott parancsai is: elrendelte, hogy a Rang Mahal ezüstmennyezetét cseréljék le rézre, ezzel is megpróbálta növelni az államkincstár vagyonát.
Néhány gyengekezű báburalkodó után az élveteg és elpuhult Muhammad sah (1719–1748) lépett trónra, kihasználva az egymással versengő nemesi csoportok torzsalkodását. Ismert volt művészetek iránti vonzódásáról (innen is kapta becenevét: „Rangla”, azaz „Színes”), ám a birodalom talpra állítását, reformjait elhanyagolta.
1737-ben a Badzsi Rao által vezetett marátha sereg megtámadta a birodalmat. Ezt a fenyegetést a mogulok még visszaverték, ám a csatározások meggyengítették az amúgy is nehézségekkel küzdő kincstárat, ugyanakkor a birodalmat belső gyengeségei sebezhetővé tették a külső támadásokkal szemben is. Muhammad uralkodása idején a perzsa Nádir sah indiai villámhadjárata során (1739) elfoglalta és kifosztotta a várost, lakosságát – egy állítólagos merénylet miatt – legyilkoltatta. Nádir beköltözött az erődbe, Muhammad sah "hatalma" már csak a császári dolgozószobára, a Sáh Burdzsra korlátozódott. Nádir három hónapos delhi tartózkodása után kivonult Indiából, az uralkodó jelképét, a Pávatrónt győzelmi jelvényként magával vitte. Ekkor került Indián kívüli területre a világ egyik legnagyobb ismert gyémántja, a Koh-i Nor is. A vereség nemcsak a mogulok uralkodásában, hanem a Vörös Erőd életében is fordulópontot jelentett. Ettől kezdve az erőd már nem az uralkodó privát negyede, hanem nyitott tér volt bármely külső támadó, így a fosztogató perzsa sah számára is, aki csak egy támaszpontot látott az erőd épületeiben. Nádír távozása után Muhammad sah egy elpusztított várost és egy széteső birodalmat talált maga körül.

### A birodalom széthullása

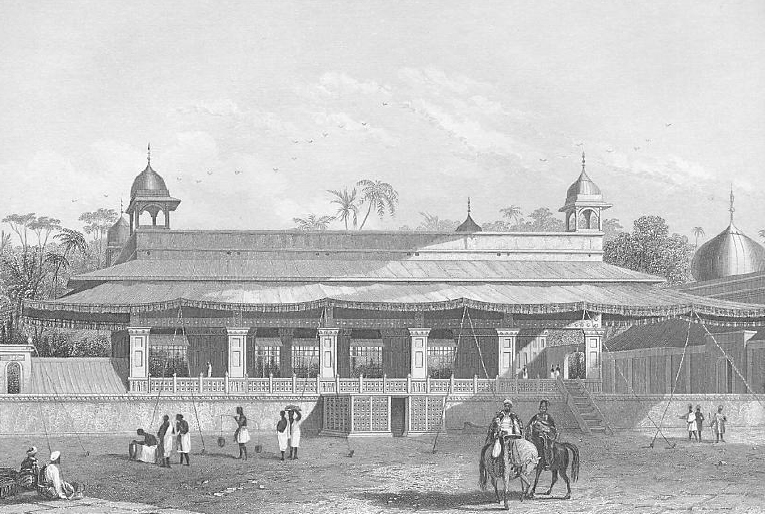
A Díváne Hász 1858-ban. Jól látható, ahogy az épületet ponyvákkal egészítették ki

Az elkövetkező időszakban a nagy, történelmi tartományok fokozatosan leváltak a delhi Vörös Erődben székelő szultánok fennhatósága alól.
A leszakadni vágyó tartományok újra fellázadtak, és bár az épület nem volt a csatározások középpontjában, a kutatók szerint néhány eltévedt ágyúgolyó megrongálhatta az erőd épületeit. Muhammad Sah utóda, Ahmad sah (1748–1754) a Díváne Ám előterében egy fából készült mecsetet építtetett, utóda II. Alamgír sah pedig tanúja volt a városba özönlő afgán Ahmed Sah Durráni, majd a maráthák bénító inváziójának. Az újabb hódítók a mogul uralkodót 1759-ben bekövetkezett haláláig fogolyként tartották saját palotájában. II. Alamgír fia, Ali Gahár az erőd falain kötéllel leereszkedve szökött meg, és a Jamuna homokos partján menekült el a városból. A Sáhi Burdzs körüli terület ebben az időszakban a felnőtt hercegek lakhelye volt, akik nem tudtak magukról anyagilag gondoskodni.
A maráthák és a dzsatok a hatalmi vákuumot kihasználva megtámadták az erődöt, és a lövöldözés során az erőd keleti részén fekvő épületsor megsérült. A fosztogatók betörtek, és széthordták az értékes díszítőelemeket a palotákból. 1771-ig a rivális csoportok báburalkodókat helyeztek a trónra, míg Ali Gahár, Alám sah néven kikiáltotta magát császárrá. Területeinek visszaszerzése érdekében megpróbálta érvényesíteni akaratát a leszakadó tartományok fölött, szövetségeseket keresett az egyre nagyobb befolyással rendelkező britek ellen, de vereséget szenvedett 1761-ben (Bihar) 1764-ben (Bukszár) és 1765-ben (Kora) az angol csapatoktól. Alám sah, veresége miatt arra kényszerült, hogy aláírja azt a megállapodást, ami a briteknek adta Bengália, Bihar és Orissza dívánját (nemesi tanácsait, végső soron rendelkezési jogát), és önmagát brit védelem helyezze.
1771-ben Alám sahnak sikerült visszafoglalni Sáhdzsahánábádot és az erődöt a lázadó dzsatoktól, úgy, hogy összefogott a maráthákkal, egyúttal támogatásukért cserébe elajándékozta területei zömét. Alám sah inkább lemondott a hatalmas alláhábádi és korai területekről, csakhogy megszerezze a császári fővárost, és a Vörös Erődöt. Ez bizonyítja, hogy az erőd és környezete a mogul császárok fontos, legitimációs területe volt. Alám sah csak kis terület felett uralkodott Delhi környékén. Tekintélyét súlyosan megtépázta Gulám Kadír rohilla afgánvezér, aki, amikor az erődöt átmenetileg elfoglalta, felásta a paloták padlóit, feltúrta a kerteket kincsek után kutatva. Az uralkodót a Díváne Hász épületében megvakították, majd Szálimgárh erődjébe zárták. A privát területeinek és saját testi épségének védelmére is képtelen uralkodó gyengesége már az alattvalók számára is nyilvánvalóvá vált.
A Mogul Birodalom létét veszélyeztető szikh állam a 18. század végére Észak-India egyik legerősebb katonai hatalma lett. A mogul szultán, akinek hatalma a sorozatos támadások következtében ekkor már csak Delhi környékére korlátozódott, nem tudta felvenni a harcot a betolakodó szikhekkel, akik 1783. március 11-én a delhi Vörös Erődöt is hatalmukba kerítették. A monda szerint ebben belső árulás segítette őket. Az uralkodó csak hatalmas váltságdíj ellenében tarthatta meg trónját.

### A Brit Kelet-indiai Társaság kegyelmében

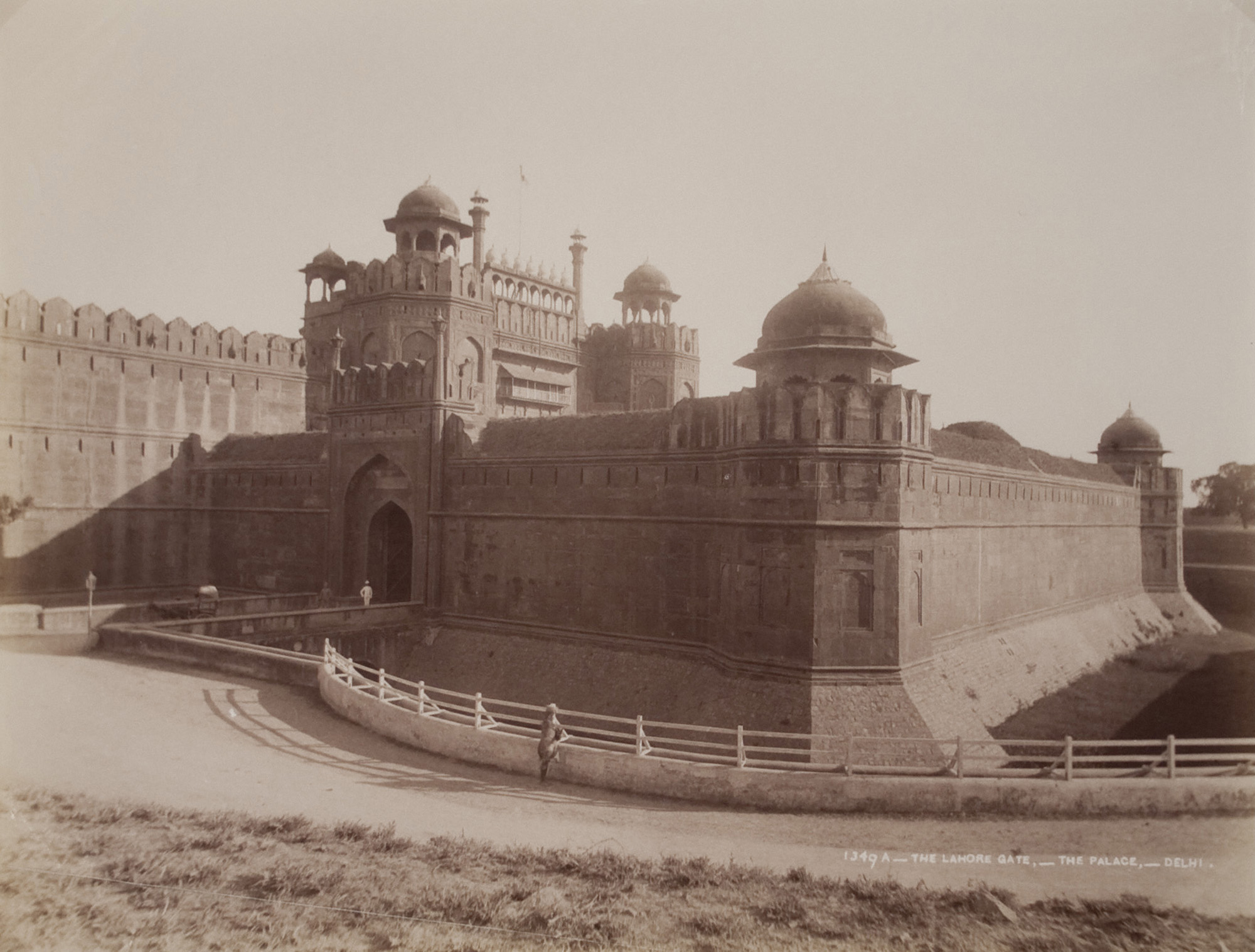
Az erőd bejárata 1865-ben (Lahor Kapu)

A rohillák, dzsatok és maráthák folyamatos támadása mellett a Brit Kelet-indiai Társaság is felismerte, hogy politikai hatalmának erősödésével kereskedelmi haszna is növekedhet. 1803-ban Alám sah segítséget kért tőlük a maráthák ellenében, és a britek a delhi csatában legyőzték őket.
Akbar sah, aki 1806-ban követte Alám sahot a trónon, néhány változtatást vezetett be az erőd külső területein. Angol mintára falazott hídszerkezeteket épített, árkokat mélyített a Lahor Kapu és a Delhi Kapu barbakánjai köré. Egy ívelt banglatetővel fedett erkélyt is emelt a Muszamman Burdzshoz. Az Aszad Burdzs, amely leomlott a robbantások miatt, újjáépítésre került, és Szalímgarhterületén egy szép elrendezésű kertet épített. Ez azt is jelezte, hogy a Vörös Erőd kertjei már nem nyújtották azt az örömöt, mint eredetileg céljuk volt, új kertek építésére pedig már nem volt elég hely. Az erőd területén zsúfoltság volt, gondatlanság és hanyatlás lett úrrá az udvarban. Célszerűtlen építményeket húztak a Zenána (Hárem) kertjei, szökőkútjai helyére a Rang Mahal elé.
A delhi csata után új szakasz kezdődött Észak-India és a Vörös Erőd történetében. A mogul uralkodó a delhi csata parancsnokát, Lord Lake-et a Díváne Hászban címekkel ruházta fel, kitüntetésekkel látta el. A briteknek alapvető döntéseik meghozatalához szükségük volt a nehézkesen bonyolult mogul államapparátusra, ehhez a gyengekezű, szenilis uralkodó elismerése és hatalmon tartása nélkülözhetetlen volt. A császár polgári- és büntető joghatósága már csak a Vörös Erődre korlátozódott, személyes lakhelyére. A britek átvették a közigazgatás irányítását a mogul területek felett és központjukat az erődbe helyezték. Az uralkodó császár helyett már csak Delhi uralkodója lett, és juttatást kapott a britektől.
Ebben az időszakban a privát és közösségi terek szimbolikus rendje súlyosan felborult. Az uralkodó szuverenitásának ez a nagyfokú sérelme az építmények állapotán is meglátszott. Nem voltak forrásai az alapvető karbantartási munkákra sem, ezzel szemben épületeket emeltek a császár utódai, a nagy számú hercegek részére, akiknek nem voltak anyagi eszközeik az önálló élethez. A palota túlnépesedett és az uralkodó privát területei elvesztették szakrális jellegüket. A 19. század elején európai utazók látogatták meg az erődöt, turisták sétálhattak egészen a Díváne Hászig. A mogulok gyengesége ellenére a brit ellenőrzés alatt az uralkodó békét és stabilitást teremtett Sáhdzsahánábád térségében. A kulturális élet néhány évtized alatt újból felvirágzott, ezt követte Sáhdzsahánábád lakosai és a brit tisztviselők, misszionáriusok – akik fokozatosan berendezkedtek a városban – közötti sokrétű kölcsönhatás. Az urdu mint irodalmi nyelv fejlődött, az általános kommunikáció közege lett. Az udvar támogatta a művészeteket, bár sokkal szerényebb mértékben, mint azelőtt.

### Szipojlázadás, II. Bahádur kora

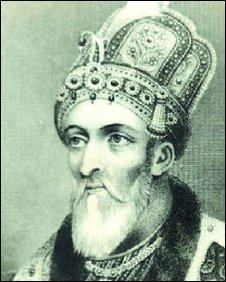
II. Bahádur sah

1837-ben Akbart fia, II. Bahádur sah követte a trónon, aki az irodalmi életben is ismert volt szerelmi költészetéről. Verseit „Zafar” álnéven írta alá. Ebben az időben a híres udvari költő Zauk, és Mirza Asadullah Khán Ghálib urdu nyelven írták költeményeiket. Nyomdák jöttek létre, urdu nyelvű napilapok jelentek meg a városban. A Delhi Főiskola (Delhi College) a nyugati tudomány eredményeit tanította urdu nyelven. Angolkerteket, templomokat, kórházakat építettek nyugati mintára, Sáhdzsahánábád fokozatosan megváltozott és eltávolodott az eredeti szimmetriára épülő tervezői elképzeléstől. A több évtizedes „angol béke” azonban feszültségekkel volt teli.
A mogul uralkodó, bár mindössze az angolok bábja volt, a Vörös Erődben élt. Korabeli feljegyzések szerint családjának számos generációja lakott egy viszonylag szűk területen, az erőd déli részén, és az itt elterülő „paradicsomi kertek” lázas építési tevékenység áldozatai lettek. A császári territórium korabeli források szerint, már egy túlzsúfolt, kényelmetlen hely volt. A sah utódainak kiadásait is a britek fizették, a moguloknak nyilvánosan el kellett viselniük a brit alávetettséget. Az udvar kiszolgálói, akik szintén a britek haszonélvezői voltak (a katonai és közigazgatási elit, művészek, költők, kurtizánok, kézművesek, néhány kereskedő) szintén megalázottnak érezték magukat és csalódtak az angol béke vívmányaiban. Amikor Akbar sah egyik fia elkeseredésében megpróbálta megölni a brit rezidenst, az angolok ürügyet találtak arra, hogy állandó helyőrséget építsenek a palotán belül. Ez kulturális és társadalmi feszültségeket okozott az ott lakók körében.
A Lahor Kapu átjáróinak felső szobáit átalakították, hogy szállást biztosítsanak az őröknek és a parancsnokoknak, akik a verandát és az árkádokat is elfoglalták. Ez megkönnyítette számukra a mogulok feletti felügyeletet, mivel a Lahor Kaputól kitűnő rálátás nyílt a mogul udvartartás épületeire, egyúttal politikai demonstráció is volt, hiszen az ünnepi felvonulási területen a britek jelenlétükkel látványosan jelezték, hogy Delhiben kié a valódi hatalom.
Ebben az időszakban II. Bahádur néhány új épületet is emelt, illetve kisebb javítási munkálatokat végeztetett az erőd épületein. Helyrehozta a Díváne Ám előudvarában álló, vörös homokkőből épült árkádos épületeit és egy kisebb mecsetet építtetett a Csatta Csauk déli részén. A Haját Bakas kertjében két pavilont emeltetett, a Zafar Mahalt, és a Hira Mahalt. A Zafar Mahalt a Haját Bakas központjába, egy víztározóra építette, amelyet még Sáh Dzsahán alakított ki. Amellett, hogy ez az épület megbontotta a központi tengelyek egységét – ami eredetileg az erőd építésének elsődleges szempontja volt–, a kert szimmetriáját is tönkretette. II. Bahádur számára a kert érdektelen volt. Egy szökőkutat is építtetett (Mehtab Bagh), szintén vörös homokkőből. A Nakkar Hána (Dobterem) délnyugati sarkában egy dísztelen árkádokkal fedett épületet húzott fel, amely aszimmetrikus elrendezésben állt a Díváne Ám előudvarával. Ezt az új épületet elsősorban istállónak, rakodóhelynek használták. Az indoeurópai struktúrák a hercegi lakhelyek kialakításában nyilvánultak meg, amelyeket elsősorban a Díváne Ám mögött emeltek. A Rang Mahal egyik termén (Csoti Baithak) egy herceg változtatásokat hajtott végre, ez nagyban csökkentette annak szépségét.

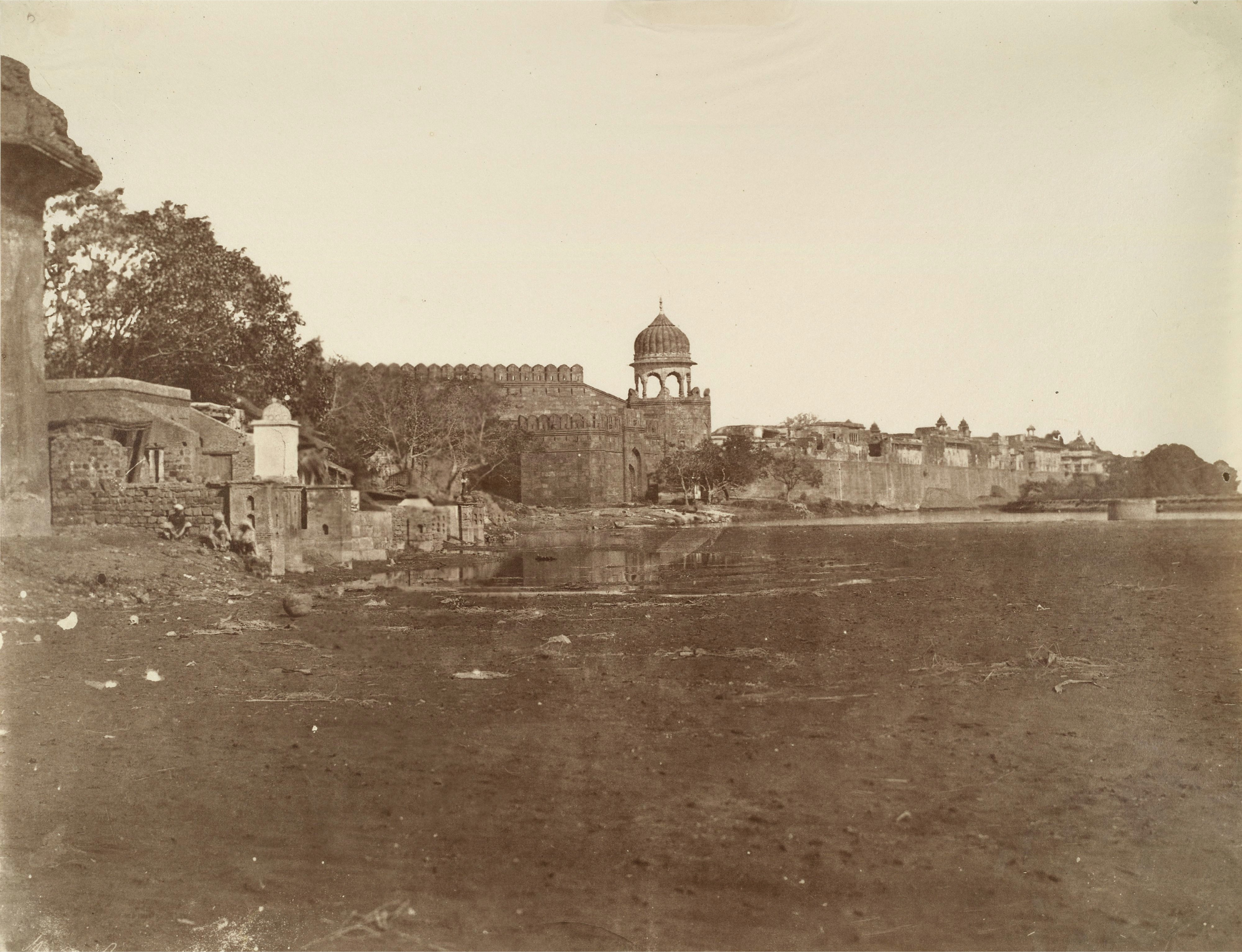
Az erőd 1858-ban a szipojlázadás után a Jamuna partjáról nézve (Vízikapu, az Aszad Burdzs mellett). A lázadók itt hatoltak be az erődbe

Az angol kortárs levelezés is tükrözte, hogy a mogul uralkodócsaládot gyanakvás lengte körül a britek részéről. A szűk helyre szorított mogulokat intrikák osztották meg, és potenciális veszélyt jelentettek számukra a régióban. Mivel a magas várfalak, és a jól védhető erőd az esetleges lázadók számára is kívánatos célpont volt, ezért az angolok úgy döntöttek, hogy a királyi udvart és kíséretét átköltöztetik egy másik területre, Kutb tartományba. Mirza Fakruddin mogul trónörökös britek általi elismerésének egyik záradéka is az volt, hogy 1852-ben az udvar elhagyja a Vörös Erődöt. A britek türelmetlensége a mogulokkal szemben már évek óta külsőségekben is megnyilvánult. Az udvari etikettet folyamatosan megsértették, például az uralkodó távollétében a brit kormányzó Francis Hawkins lóháton közelítette meg a Díváne Ám épületét, és átlovagolt a Díváne Hász előkertjéig is. Néhány brit a Dzsama Maszdzsid területére cipővel lépett be, és a Díváne Hász épületében sem álltak a császár jelenlétében.

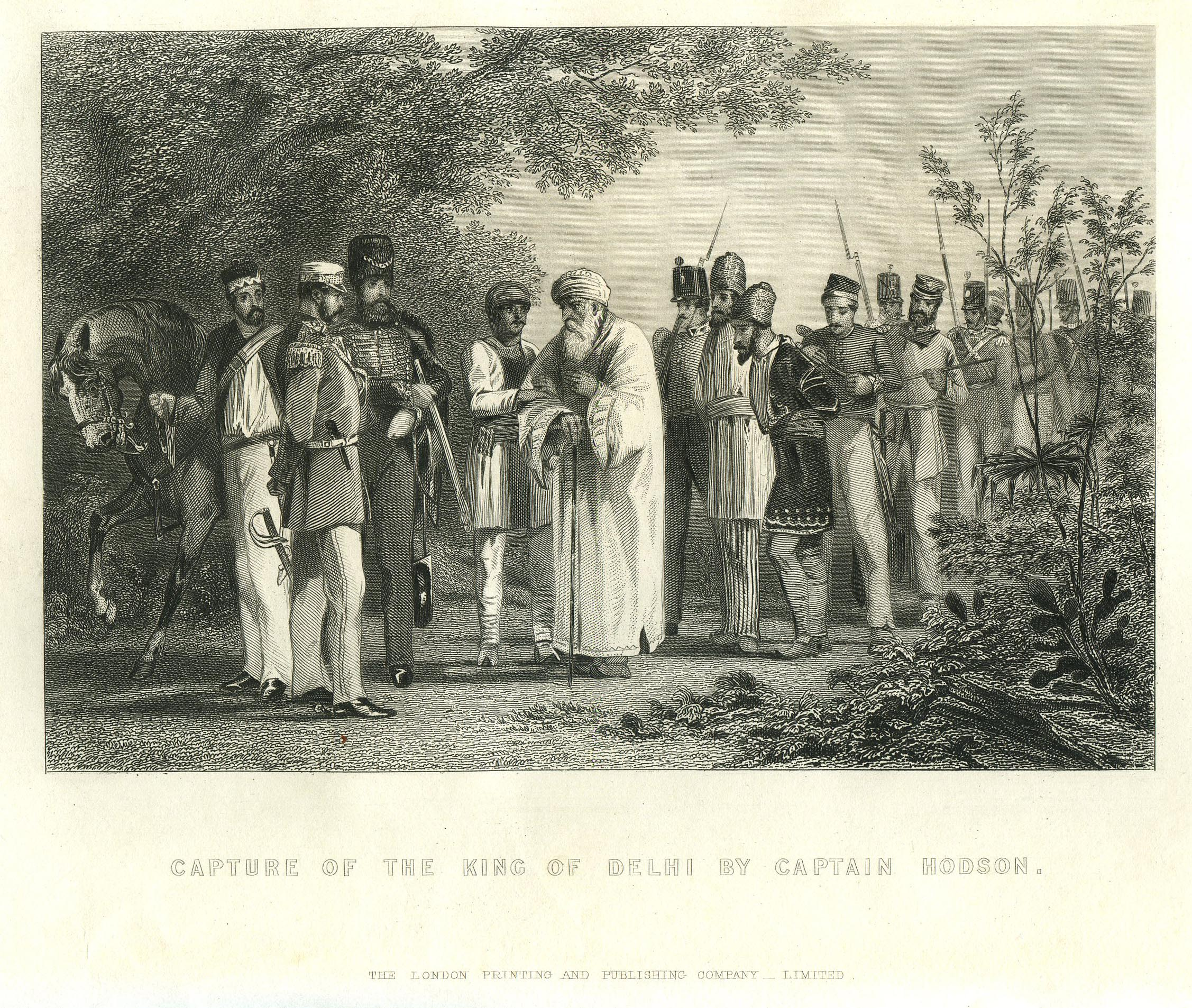
II. Bahádur sah elfogása Delhiben, Humájun sírjánál

A brit félelmek indokoltnak bizonyultak, 1857-ben felkelés tört ki Sáhdzsahánábád lakói között, és a mogul uralkodó is hamar a felkelők élére állt, mint annak szimbolikus vezetője. A Vörös Erőd a lázadás középpontjába került. A szipojlázadásként ismert megmozdulás gyorsan terjedt Észak-India városaiban az angol kormányzat ellen. Nem csak a lázadó katonák, hanem a társadalom minden rétege Sáhdzsahánábádba özönlött, hogy megvédje az angoloktól II. Bahádur sah „Zafar”t, az uralkodót, akit vezérüknek tartottak. A tömeg összegyűlt a Jamuna partján, azzal a céllal, hogy bemenjen az erődbe. Douglas kapitány, a brit rezidens az erődfal egy erkélyéről kérte őket, hogy távozzanak. A tömegnek sikerült átjutniuk a várfalon, és amikor találkoztak az uralkodóval, rábeszélték, hogy legyen a felkelés vezetője. A lázadók összehangolt támadást indítottak az angol képviseletek, közigazgatási egységek ellen. Megölték Douglast és Simon Fraser parancsnokot, a brit tisztviselőket ledobálták az erődfalról. A Vörös Erőd ezzel több hónapig a felkelés központja lett. A tüzérséget a Díváne Ámba, a lovasságot a Mehtab Baghba helyezték el. Már nem számított az udvari etikett, a palota szigorú rendje felborult, a briteknél kiképzett katonák – akik a mogul szabályrendszert nem ismerték - a Jamuna felé eső oldalon alakították ki harcálláspontjaikat, az uralkodó legbensőbb tartózkodási helyét feldúlva. Érdekes módon azonban az épületek eredeti funkciója, ami a politikai döntéshozást illeti, újonnan értelmet nyert.
1857 szeptemberében a britek támadást indítottak Delhi ellen, a Kashmiri kapun behatolva Sáhdzsahánábád nagy részét visszafoglalták, és tűzharcok során kiűzték a lázadókat az erődből. Eközben számos épület súlyosan megrongálódott. II. Bahádur, aki a több mint két évszázados mogul uralmat képviselte, elmenekült. Később, a Delhiben álló Humájun mogul sah síremléke közelében elfogták, az erőd területén a Díváne Hászban hadbíróság elé állították árulás, lázadás, felbujtás, gyilkosság vádjával, majd a burmai Rangoonba száműzték udvartartásával együtt. A britek ismételt bevonulásával új fejezet kezdődött az erőd történetében is.

### Az angol koronaékszer
Az 1857-es esztendő az indiai szubkontinens szempontjából is vízválasztónak bizonyult. A britek már vitathatatlan urai voltak Indiának, az általuk birtokolt terület a brit korona fennhatóságga alá került (1857 november 1.), és a térség fővárosa Kalkutta lett.
A katonák hadászati szempontból próbálták kihasználni a Vörös Erőd adottságait. 1863-ban hatalmas sávokat romboltak le az erőd területén belül, és elsősorban a központi tengely mentén maradt meg néhány épületcsoport, többségében privát lakóházak. A meghagyott épületek: a Sáhi Burdzs, a Díváne Hász, a Moti Maszdzsid, a Hammam, a Rang Mahal, a Mumtáz Mahal, az Aszad Burdzs, a Díváne Ám, Zafar Mahal, a Szavan és Bhadon pavilonok, a Hira Mahal, a Nakkar Hána, Lahor Kapu, Delhi Kapu, és az erődítményfalak. Nemcsak a túlzsúfolt lakónegyedek kerültek lebontásra, hanem az istállók, a királyi konyha, a háremhez tartozó udvarok és kertek, csatornák és egyéb építmények is. A Mehtar Bagh és a Haját Bakas kertjeit feltöltötték. Az épületeket a meztelen falakig lebontották. Leszedték az aranyozott réz kupolákat a Moti Maszdzsid, a Muszamman Burdzs, és a Díváne Hász tetejéről és eladták. A palota már végérvényesen katonai erődítménnyé vált. A Vörös Erőd mint a mogul hatalom szimbóluma, megszűnt létezni, Sáhdzsahánábád egy vidéki város szintjére süllyedt. Az angolok az erődön belüli pusztítások mellett fejlesztéseket is végrehajtottak, elsősorban az erődöt körülvevő városban. A Csandi Csauk központjába óratornyot emeltek viktoriánus stílusban, Ó-Delhit angol jellegű épületek lepték el. Az erődön belül, a katonai kellékek piacává vált Csatta Csauk bazár mellett tiszti lakások épültek, laktanyák és kisegítő épületek, meglehetősen fantáziátlan stílusban. Az erőd falai műhelyeknek, istállóknak adtak otthont. A Nakkar Hána a tiszthelyettesek szálláshelye lett, a Díváne Hász tiszti társalgóként szolgált. A Rang Mahalban étkezde működött, a Mumtáz Mahalban fogdát rendeztek be, egyúttal ez a tiszthelyettesek étkezdéje is volt. A Zafar Mahalban uszoda és fürdőhelyiség működött, mosodát és vizeldét építettek a Szavan és Bhadon pavilonok bejárata elé. 1864-ben Delhibe vasúti csatlakozást létesítettek, és a pálya a Szalímgarh Erődön keresztül vezetett. 
1877-ben az indiai hercegek fogadást adtak (durbar) a walesi herceg látogatása alkalmából az erőd területén, és a Díváne Hászban labdajátékokat tartottak.
Az átalakítások mellett egyre inkább teret hódított az a nézet, hogy erőfeszítéseket kell tenni a Vörös Erőd megmentése érdekében. 1901 és 1913 között felújítási munkálatok kezdődtek, talán annak is köszönhetően, hogy a britek maguk is büszkék voltak arra, hogy legyőzték a mogul uralkodókat, akiknek hatalmát a Vörös Erődben látták megtestesülni.

### Az állapotmegóvás kezdetei

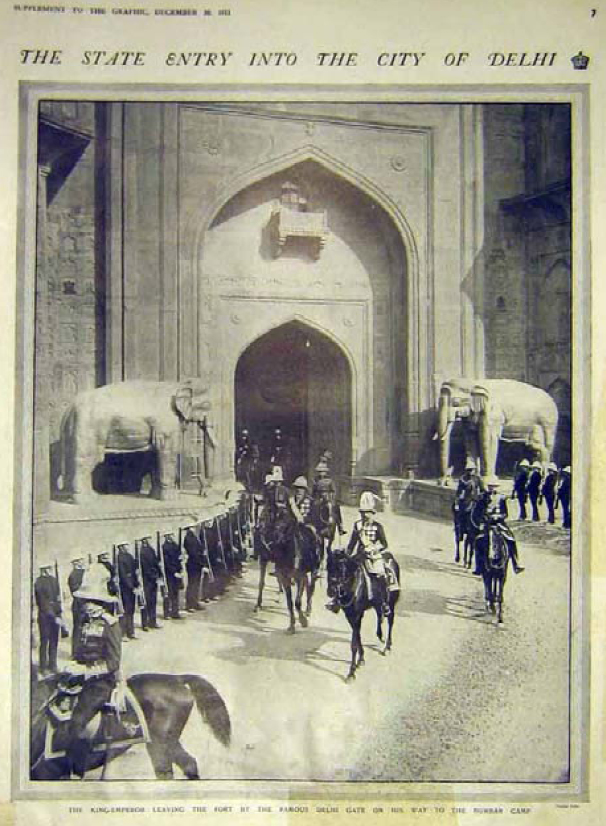
A Delhi Kapu – Az emléklap szövege: „Az uralkodó elhagyja az erődöt a híres Delhi Kapun keresztül, útban a durban (ünnepi fogadás) táborába”

1901-ben John Marshall ajánlásokat készített a Vörös Erőd megóvása érdekében. Javasolta, hogy az erőd keleti részén fekvő épületeket, kerteket és nyílt tereket vegyék ki az Indiai Nemzeti Hadsereg (INA) kezelése alól, és helyezzék védelem alá. 1902-ben India régészeti felmérésére szervezetet hoztak létre (Archaeological Survey of India /ASI/), azonban Marshall és a szervezet javaslatait a hatóságok nem hagyták jóvá. Ennek ellenére részleges felújítási munkálatokat kezdtek, azokat a díszítéseket, építészeti elemeket – köztük azokat is, amelyeket Angliába szállítottak –, visszahelyezték eredeti helyükre. 1903-ban hatalmas ünnepségsorozatot rendeztek az erőd területén a britek 1857-es győzelmének emlékére.
1904-ben a Sáhi Burdzs egy földrengés következtében leomlott, és az ASI helyrehozatta azt. A Haját Bakas kertjeit felújították, sövénnyel jelezték a már elpusztult udvarok határait. 
Az 1911. évi koronázási ünnepség (Coronation Durbar) során, amit V. György brit király tiszteletére rendeztek, Delhi lett az új főváros, és ezzel együtt alapítványokat hoztak létre az erőd műemléki védelmére. Annak érdekében, hogy a fővárosi ranghoz méltó nagyszabású ünnepséget méltóképpen tarthassák meg, eltávolították a katonai létesítményeket a Haját Bakas területéről, helyet biztosítván a várhatóan nagyszámú látogatónak. Egyúttal felgyorsították a kertekben, mindenekelőtt a Rang Mahal és a Díváne Hász előtt végzett ásatásokat. A Mumtáz Mahalt ekkor alakították múzeummá. Az angol király és királyné vasúton érkezett a Szálimgárth Erődbe, majd átvonult a Vörös Erőd területére, és akárcsak a mogul uralkodók, szabályos darsánát adtak a Muszamman Burdzs erkélyéről. Hatalmas tömeg gyűlt össze a Jamuna partján, hogy a „láttatás szertartásán” egy pillantást vethessenek az uralkodóra. Az erőd tanúja volt az utolsó gyarmati ünnepségnek is, amikor 1921-ben Connaught herceg látogatott a városba, és tiszteletére felavatták az erőd falain belüli, állandó hercegi lakhelyet .
A Sáhdzsahánábádtól délre létrejött Új-Delhi építése, és az abban a térségben megvalósuló gazdasági koncentráció némileg csökkentette a Sáhdzsahánábád fejlődését. A város falainak lebontásával az építési telkeket főleg nyugati területekre próbálták kiterjeszteni. Az 1930-as évektől 1947-ig a felújítások lendülete megtört, mivel néhány épületet az erődön belül nagy biztonságú fegyházzá minősítettek, és állítólagos politikai vétkekért háborús bűnösök fogva tartására használtak. Itt működött 1945 novemberében az a katonai bíróság is, amelyik az Indiai Nemzeti Hadsereg (INA) tisztjeinek hírhedt perében ítélkezett.

### A függetlenség után

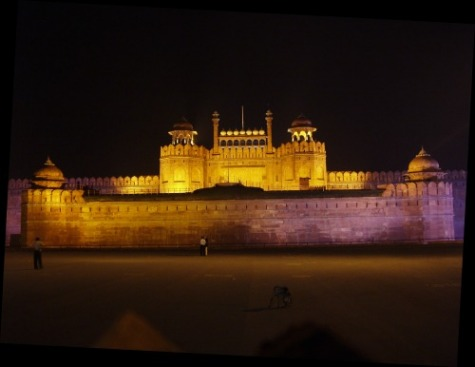
A Vörös Erőd éjjel

1947. augusztus 15-én Dzsaváharlál Nehru az erőd falairól történelmi beszédében jelentette be, hogy India a függetlenség útjára lépett. Az ezt követő években az erőd ismét katonai támaszpont lett, immár az indiai hadsereg egyik fontos helyőrsége. A Vörös Erőd a 20. század végére fontos turisztikai célponttá vált, bár egyes területeken még korlátozták a látogatást . Környezetében lakóépületeket, kereskedelmi központokat és irodaépületeket emeltek. Buszparkolókat hoztak létre a zarándokok számára, akik a szent helyeket látogatták (például a szikh Gurdwara templomokat és mecseteket). Az erőd melletti mező nyilvános sporteseményeknek adott otthont (futball, krikett, birkózás), és olyan, a néptömegek megélhetését szolgáló tevékenységeknek, mint a haldoklók ruháinak szárítása, kecske- és kakasviadalok, cirkuszi mutatványok, utcai zenészek előadásai, illetve a Ramlila és Dusszhera ünnepségek. Az erőd keleti peremén ma is heti rendszerességgel használtcikkpiac működik (Csor Bazár). Kulturális szerepét az évente megrendezett Mushaira ünnepség (az urdu költészet felolvasóestje) hangsúlyozza.
Az erőd volt a színtere egy 2000 decemberi terrortámadásnak is, amikor a Lashkar-e-Toiba nevű terroristacsoport behatolt a komplexumba, megölt két katonát és egy civilt. Az akkori médiában a támadást provokációnak értékelték a Kasmírban körvonalazódó indiai–pakisztáni békefolyamat kisiklatására.
2003 decemberében az indiai hadsereg (INA) átadta a birtokában levő területeket az Idegenforgalmi és Kulturális Minisztérium részére, hogy megkönnyítse az emlékművek helyreállítását. 2002-re az erőd egyéb részei is védettséget élveztek, így a Burdzs Aszad, a Vízi Kapu, a Delhi Kapu, a Lahor Kapu, a Dzsahángír Kapu, a Csatta Csauk bazár és teljes szakaszon a várfalak, bástyák és a várárok is. Ezzel 100 év után a Vörös Erőd teljes területe védett lett.
Néhány üresen hagyott katonai épületbe az ASI (Archeological Survey og India) delhi részlege is beköltözött, illetve a Szalímgarh Erőd épületeiben a biztonsági személyzet számára alakítottak ki helyiségeket.
A Vörös Erőd az egyik leglátogatottabb turisztikai célpont Delhiben, látogatók ezreit vonzza. Minden év augusztus 15-én, a Függetlenség Napján a miniszterelnök a Lahor Kapu barbakánjának falairól mondja el ünnepi beszédét, és felvonja India nemzeti lobogóját. Évente, január 26-án az erőd a színhelye a Köztársaság Napja-ünnepségsorozatnak, amely Razpath-ban kezdődik, és ezen a helyen tetőzik. Ma különleges látványosságként a Díváne Hász udvarán hang és fényeffektusok idézik fel a Mogul Birodalom fénykorát.

## Építmények

### Navbat vagy Nakkár Hána (Dobterem)

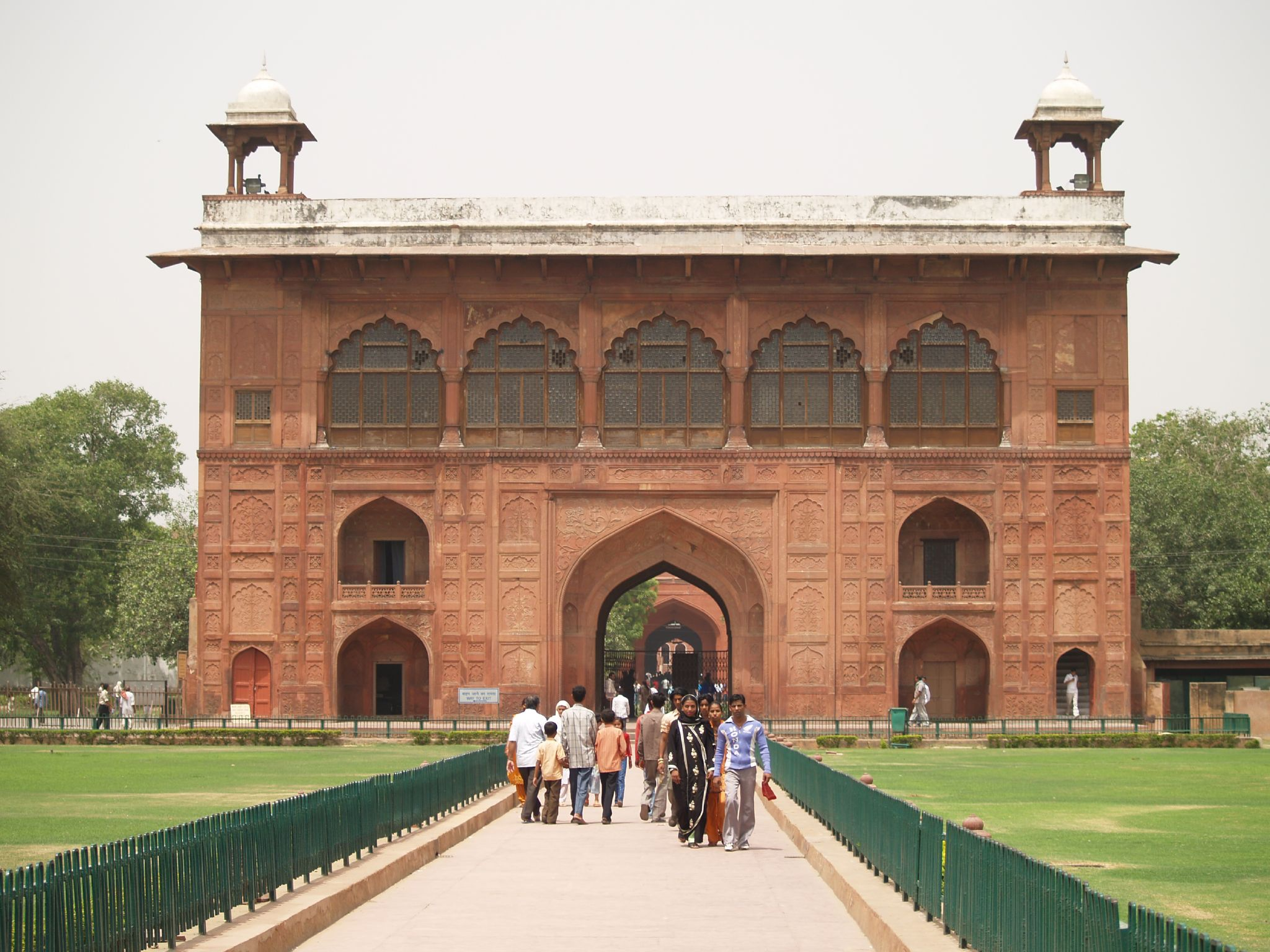
Naubat vagy Nakkár Hána (Dobterem)

A Nakkár Hána, amelyet egy kőkorláttal különítettek el a többi udvartól, az első épület, amelyet a Csatta Csauk terméből kivezető kelet-nyugati fő közlekedési úton emeltek. A 164 m × 128 m területű udvar keleti végén áll, vörös homokkőből épült arányos pavilon, középen finom boltíves bejárattal. Szerkezete egy 30,5 méter hosszú, és 24,4 méter széles három emeletes, galériás nyitott terem, amelynek felső szintjén zenészek fogadták az uralkodót és a magas rangú vendégeket. Bernier, aki 1660 körül járt a mogul udvarban, leírja, hogy dobokat és cintányérokat szólaltattak meg, „ellenállhatatlanul, ünnepélyesen, dallamosan és hangosan, de sohasem kellemetlenül”.  A hivatásos fogadásokon kívül naponta ötször zenéltek, a kijelölt órákban.
A vörös homokkő paneljeibe faragott virágok és díszítések szokatlanul kimunkáltak, ez ritka ennél az építőanyagnál. A monda szerint ezek a faragások eredetileg aranyból voltak.
A bejárati kaput Háti Polnak is nevezték („Elefánt Kapu”), valószínűleg azért, mert a magas rangú vendégek itt szálltak le az elefántokról. Mindenkinek, akit bebocsátottak a palotába, ezt kellett tennie, majd gyalogosan járulni a király színe elé. Az 1857-es szipojlázadást követően a delhi lakosok egyik sérelme az volt, hogy a lázadók átlovagoltak a „ Dobterem” kapuján a Díváne-Hászig, és cipőjükkel bepiszkolták a császári termeket. Ilyet még a hódító Nádir sah, Ahmed sah , de még a brit főkormányzó sem tett soha.
A Vörös Erődnek ebben az épületében gyilkolták meg Dzsahandár saht (1712–1713), miután megvakították, valamint utódját, Farukszijárt (1713–1719) is itt fosztották meg trónjától, mielőtt kivégezték.
Az épület galériáján ma egy hadtörténeti múzeum kapott helyet (War Memorial Museum).

### Díváne-Ám (Nyilvános kihallgatások csarnoka)

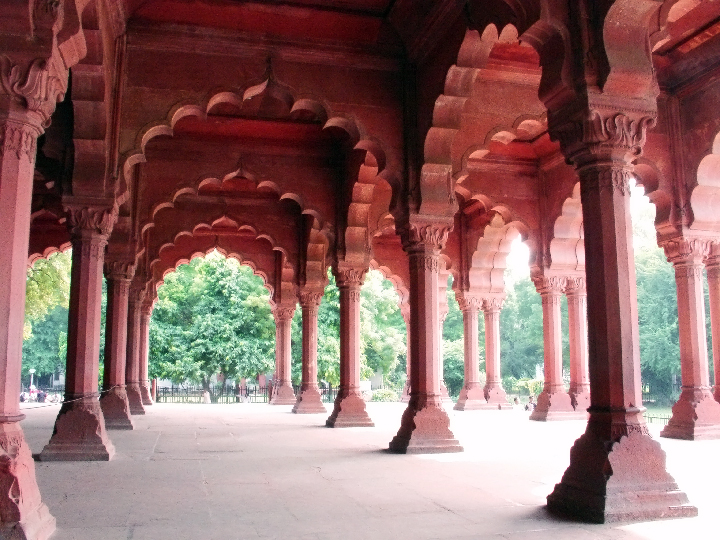
Díváne-Ám (Nyilvános kihallgatások csarnoka)

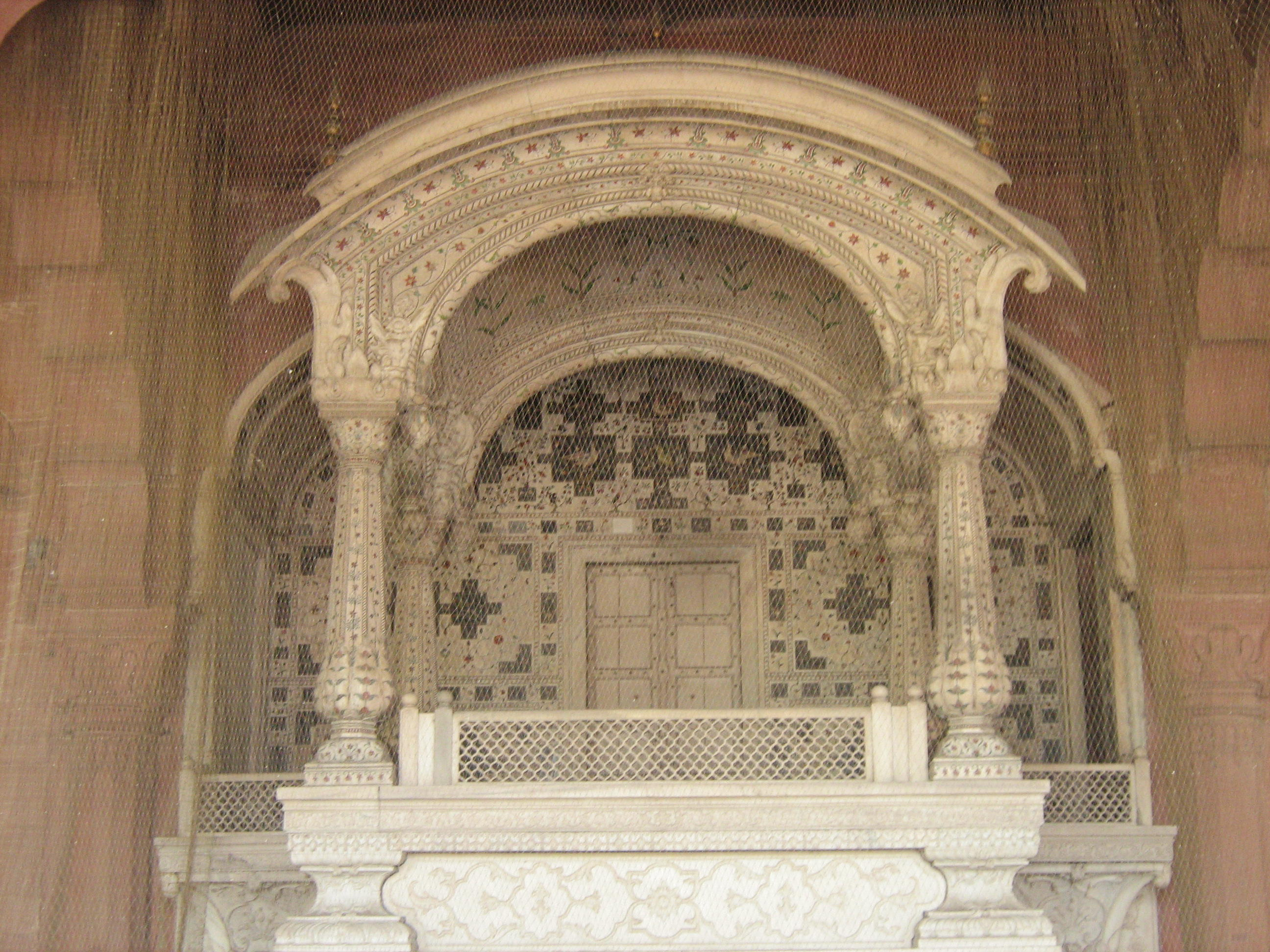
A Díváne-Ám fogadótrónusa (bangla)

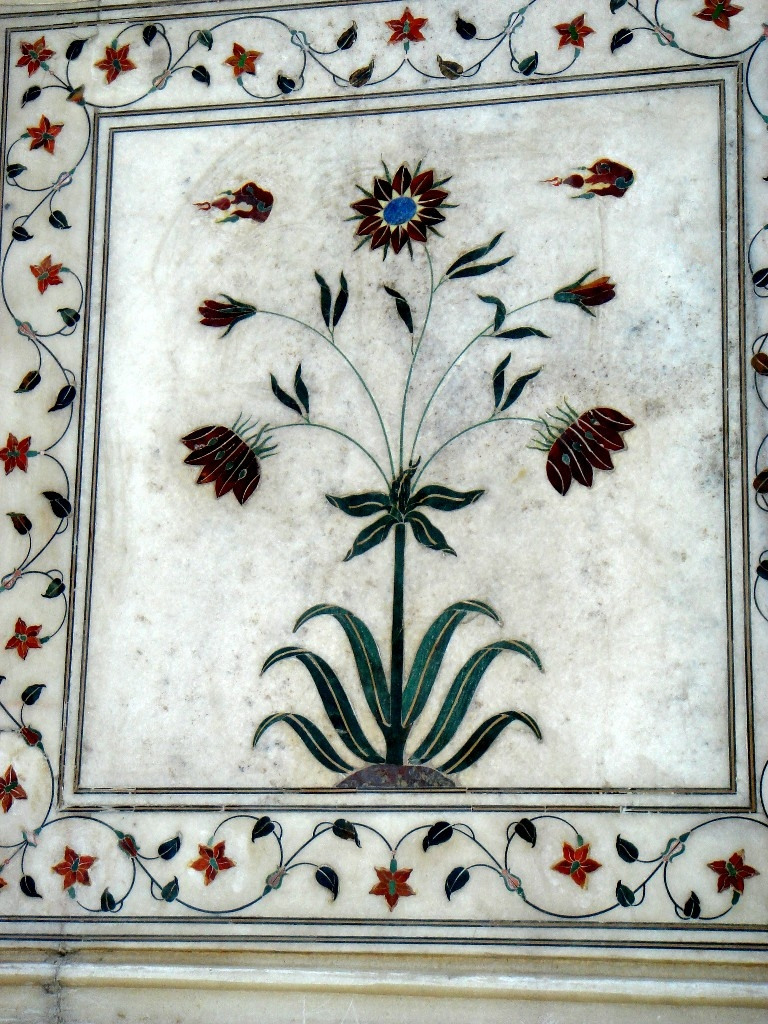
Pietra dura (Színes márványokkal, féldrágakő-berakással kialakított technika) csempe

Az épület három folyosóból áll, melyet kilenc oszlopsor vesz körül. Méretei: 30,5 méter észak – déli irányban, 18,3 méter kelet –nyugati irányban. Az udvari perzsa nyelv „Csehel Szotúnnak”, negyvenoszlopos palotának is nevezte. Vörös homokkőből épült, de vakolata eredetileg fehér volt, amit csiszolással márványhoz tettek hasonlatossá. Az oszlopok közti területre egy fehér márvány erkély néz a keleti falon. Ezt elöl rácsos korlát határolja, oldalt pedig ülőalkalmatosságok vannak. Elöl, a falhoz csatlakozva egy fehér márvány bangla található (egy négyoszlopos pavilon, ívelt tetővel), ennek méretei 3,6 méter × 2,7 méter.
A trónus és a bangla is berakásokkal, változatos, stilizált növényi mintákkal gazdagon díszített. A hátsó falon a virágmotívumok mellett madarak is láthatók, és ennek tetején ábrázolták Orfeuszt, amint állatoknak játszik. Alapvetően firenzei munka. Orfeusz dísztáblája Aurangzeb uralkodása után került ide, valamikor a 18. vagy kora 19. században.
A hatalmas fogadócsarnok, ahol az uralkodó a hozzá érkező követeket és panasztevőket fogadta, híven tükrözte a Mogul Birodalom gazdagságát. A királyi terem hátsó falában drágakő berakású csempék sorakoztak (pietra dura technika, amelyet feltehetően olasz mesterek honosítottak meg a 17. században). Ezeket brit katonák szedték ki a falból az 1857-es szipojlázadás után. A díszítések egy részét 50 évvel később, Curzon alkirály utasítására felkutatták, és visszahelyezték eredeti helyükre. A csarnok nagyobb részét a rádzsák és nemesek, illetve a külföldi követek részére tartották fenn, az uralkodó pedig felettük, a királyi alkóvban foglalt helyet, egy aranyrúdra függesztett, gyöngyökkel kirakott baldachin alatt. A bemélyedés alatt ma is látható az a márvány platform, ahonnan a vezír vagy a titkár átnyújtotta a kérvényeket a király kezébe. Sáh Dzsahán korában, különleges alkalmakkor itt állt a Pávatrón is, amelyet egyébként a kincstárban tartottak. Bernier 1663 júliusában, öt évvel Sáh Dzsahán trónfosztása után így ír az uralkodói udvarról:
A Díváne-Ám előtt terült el egy vörös homokkőfallal elválasztott tér, a Gulál Bári, amelyben bírósági tisztviselők osztották szét a tömeget rangjuktól függően, és a magasabb rangú, kihallgatást kérő látogatókat engedték csak a Díváne-Ám épületéhez.

### Díváne-Hász (Magánkihallgatások csarnoka)

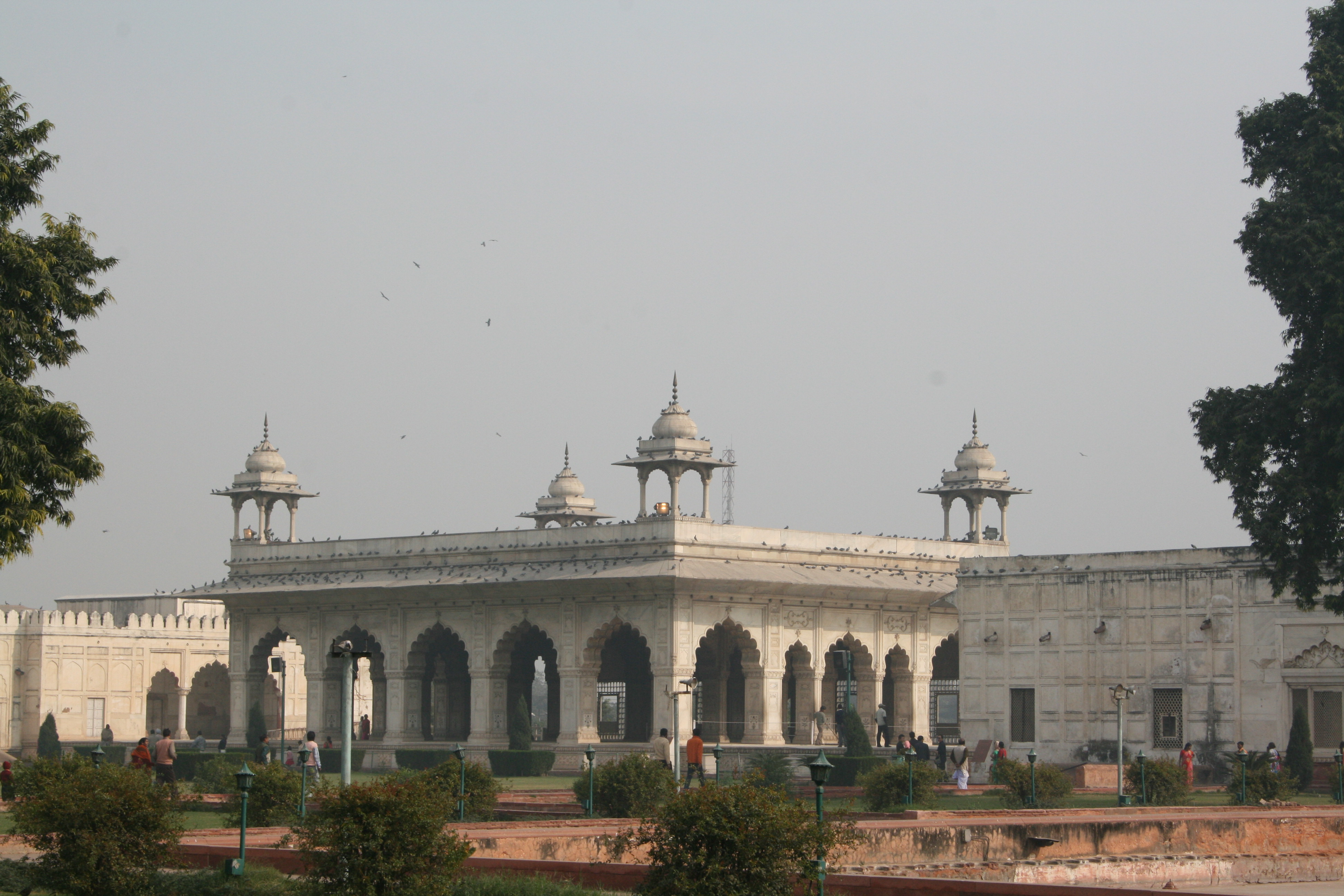
A Díváne-Hász (Magánkihallgatások csarnoka)

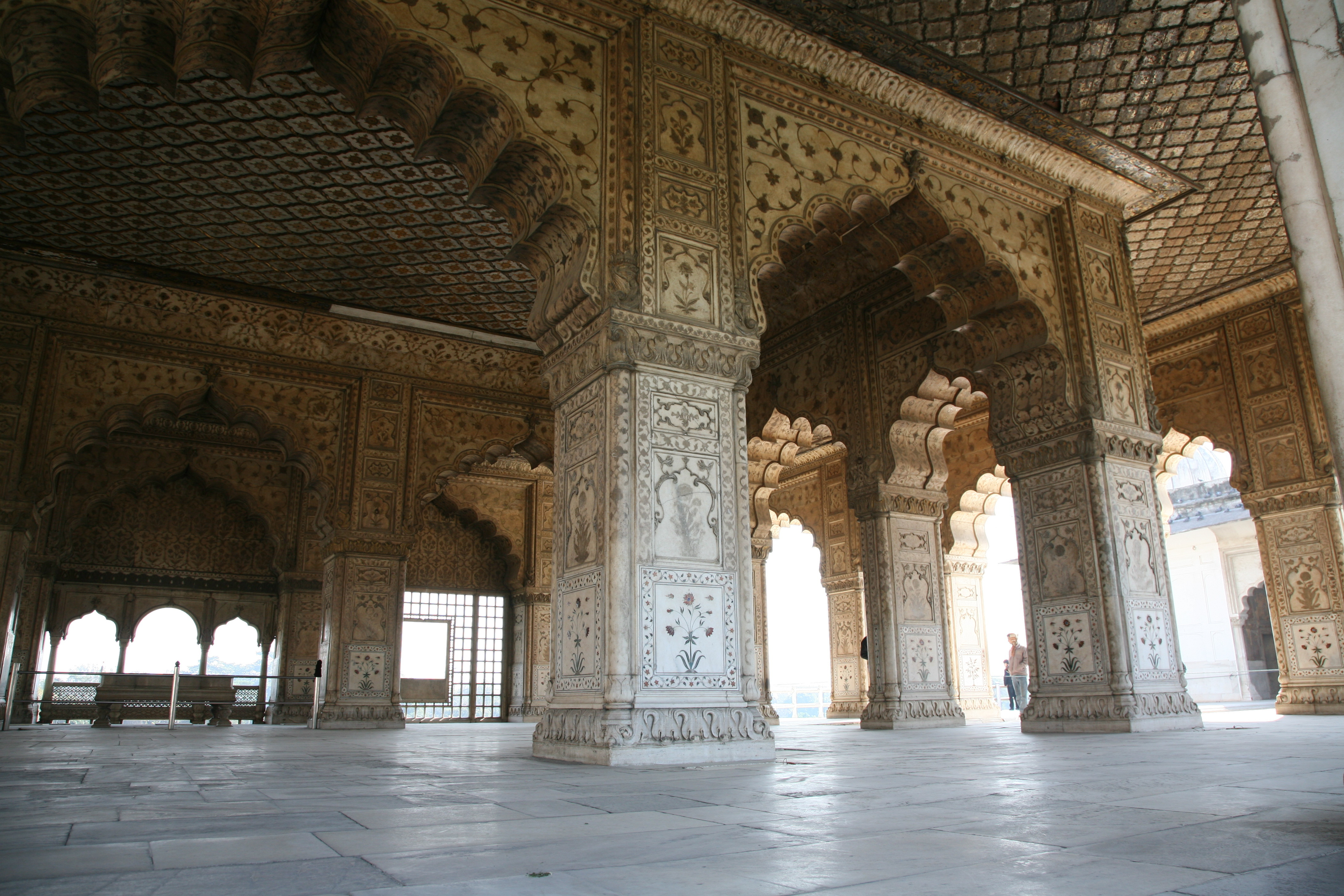
A Díváne-Hász belső tere

Mint a Díváne-Ámnál, úgy a Díváne-Hász csarnokát is egy 1,4  méter magas teraszra helyezték fel finoman, amelynek egy részét mára földdel borították. Annak ellenére, hogy a többi épületnél kissé gyengébb minőségű fehér márványból készült, meglepően szép a szerkezete. Bernier, aki 1660–1665 között látogatta meg az erődöt, így ír róla: „A hall rövidebb oldalán az ívek elrendezése különösen kecses, és kivéve az agrai Moti Maszdzsidot, az eleganciának és a szépségnek ez a hatása semmilyen mogul épületben nem tör íly egyszerűen elő.”
Az épület a folyó felé néz és a Nahar-i-Bahisht folyik keresztül rajta. Előtte egy márvány gyalogút volt, az oldalainál pedig alacsony márvány védőfal, ami elválasztotta a többi épülettől, ahogy a Hász Mahal esetében is az Agrai Erődben. Eredetileg önálló udvara volt, árkádokkal körülvéve, de ezeket és a Díváne-Hász előtti szökőkutat, a lámpásokat tartalmazó fülkéket, meg a kert árkádjait 1857 után eltávolították.
Négyszögletes oszlopcsarnoka van, ami teljes egészében fehér márványból épült. A 24 négyzet és 8 téglalap alakú oszlopa 5 folyosó mélységű, melyet 5 ív határol a homlokzaton. A négyzet alakú oszlopok fával burkoltak, melyeken stilizált kúszónövények láthatók, amiket színes kőberakások alkotnak.
Méretei 31,1 méter észak-déli irányban és 23,8 méter kelet-nyugati irányban. Az eredeti belső fal, valamint a mennyezet festett és aranyozott volt. Valószínűleg az agrai Hász Mahal, az Anguri Bágh(Szőlő Palota) volt az előképe a Díváne-Hásznak.
Itt állt az indiai uralkodók szimbóluma, a Páva-trón (Taht-e Sáhi), amelyet 1739-ben az iráni Nádir sah Delhi elfoglalása és a Mogul Birodalom felett aratott győzelme után Iránba vitt, ahol később már a perzsa sahok jelképévé vált. Értéke korabeli feljegyzések szerint mintegy 12 millió font sterling lehetett. A Márványcsarnok mennyezetét ezüsttel borították, és színes kövekből kirakott perzsa írásjelek hirdették benne:
Agar firdausz bar ru-i zamin aszthamin aszt vá, hamin aszt, hamin aszt! / Ha a paradicsom a földön van, akkor ez az, ez az, ó ez az!
A felirat kétszer ismétlődik. A középső csarnok a végén, a panelek feletti keskeny boltívekre írták, a keleti oldal északi falától, illetve a nyugati oldal déli falától kezdődően. Sok szakértő úgy véli, hogy a felirat nem jellemző mintája a keleti kalligráfiának. A hátsó teremben egy márvány platform kapott helyet, ahol a Sáh Dzsahánt követő időkben, Delhi későbbi, gyengekezű császárai állították fel a pávatrónt. A terem keleti oldalán a márvány rács kerete nehéz és csúnya, és valószínűleg későbbi időpontban készült, mint a Díváne-Hász épülete.
A nagyvezír márványülése itt is, akárcsak a Díváne-Ám palotájában, a trónnal szemben áll.
A Díváne-Hász két oldalán álló két pavilont, amelyek tetejét az azokat szegélyező Hász Mahalhoz hasonlóan, íves bengáli mintázattal láttak el, valószínűleg 1857-előtt eltávolították. 

### Hász Mahal (Magánlakosztály)

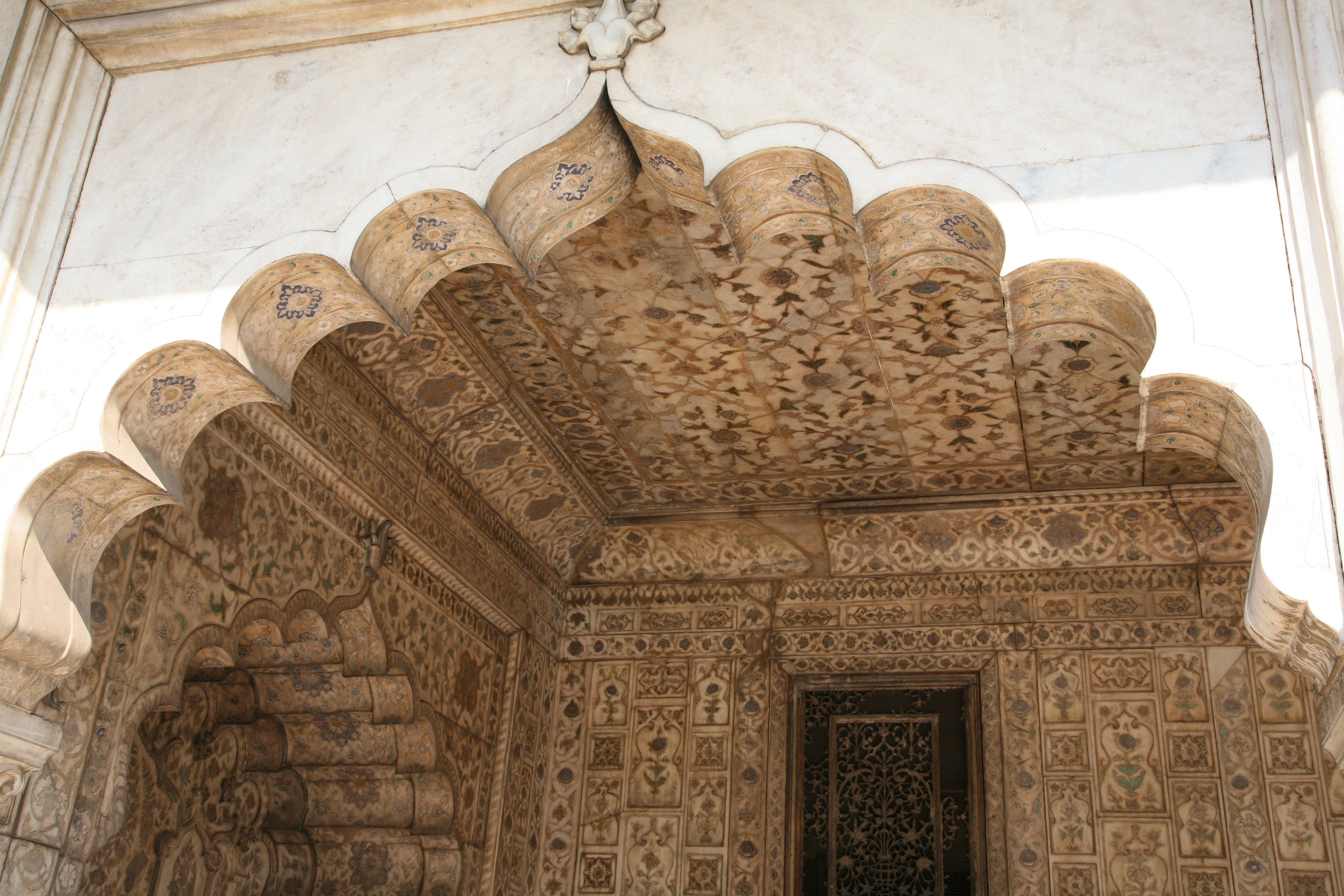
A Hász Mahal (Magánlakosztály) egy részlete

A Hász Mahal az uralkodó magánlakosztályainak gyűjtőneve, amely következő termekből áll:
- Hvábgáh, vagy hálószoba
- Tasbih Hána, ez egy kisebb magánkápolna, a császár vallási elmélyülését szolgálta
- Baithak, nappali tartózkodószoba
- Muszamman Burdzs az erődfalból kiugró, kúpos oszlopokkal szegélyezett nyolcszögletű toronyveranda, amelyet Tilla Burdzsnak is neveztek aranyozott kupolájáról.

Itt helyezkedett el az az ablak is (Zer Dzsaróka,) amely az ünnepélyes „darsána” (királyi megmutatkozás) szertartásának adott helyet.

Aurangzeb egyik krónikása írta erről a következőket: 
Ezt a gyakorlatot a szigorú hitelveket valló Aurangzeb elvetette, mert bálványimádásnak tartotta. Sáh Dzsahán súlyos hibát vétett 1657-ben, amikor nem jelent meg a rácsos ablak mögött betegsége dacára, mert ez adott tápot annak a híresztelésnek, hogy a halálán van. Később ez hatalmazta fel fiatalabb fiait, hogy megtámadják a birodalmát.
Coryat is rögzítette ezt a szokást, amelyet Agrában látott gyakorolni: „A király napjában háromszor feltétlenül megmutatta magát az alattvalóknak. Egymagában állt a magasban, és tekintett le rájuk egy ablakból, amelynek borítása fényűzően volt díszítve, és volt két szögletes, ezüst támpillér, amely árnyékot nyújtott neki”.
A szobákból és az erkélyről egy lépcsősor vezetett egy kisebb kapuhoz (Khizri kapu), ahonnan közvetlenül a folyómederhez lehetett jutni.

### Zenana (Hárem, női lakosztályok)
A Díváne-Ám mögött helyezkednek el a császár magánlakosztályai, a palotaegyüttes déli oldalán a női lakosztályok, Sáh Dzsahán legkedvesebb feleségének, Mumtáz Mahalnak („A Palota Ékköve”) a palotája (Mumtáz Mahal), amely ma múzeum, és a nagyobb, díszes Rang Mahal.

### Rang Mahal (Színes, festett palota)

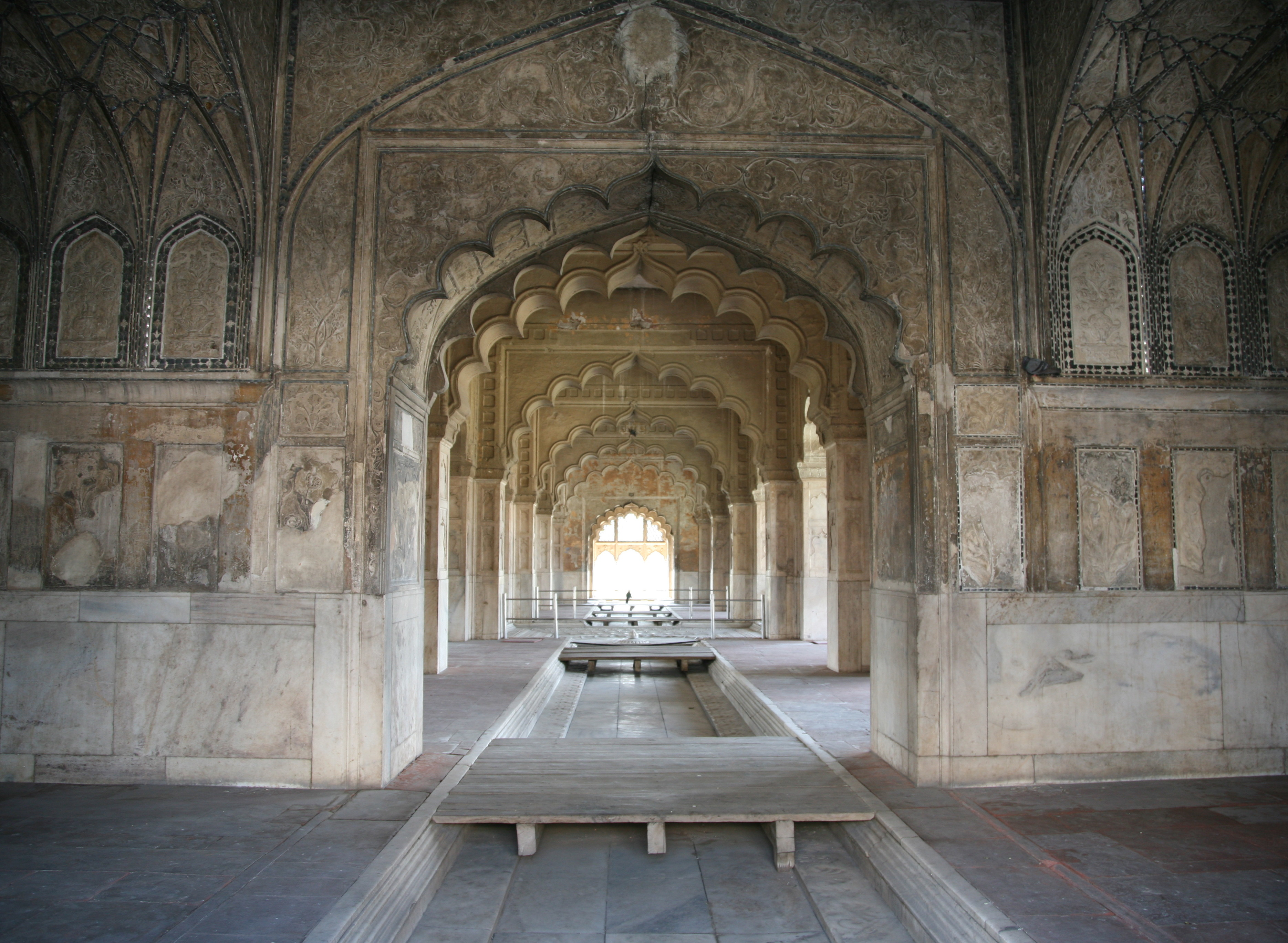
A Rang Mahal (Festett palota). Középen a Nahre-Behest (a „Paradicsom csatornája”) folyt, ami nyáron hideg vízzel hűtötte az épületet

Az épület mérete 46,79 méter x 21,11 méter. Három folyosónyi mélységű, öt oszlopcsarnokból áll. Tizenöt ablakfülkéje van, ezek egyenként 6,1 m² területűek, plafonjuk sík. Eredetileg az egész belső felülete festett és aranyozott volt.
A folyó felőli oldalon öt ablak nyílik. Ezen középen, teljes hosszában a Náhr-i Behiszt (Nahar-i-Bahisht), egy mesterséges patak folyt keresztül, ami két egyenlő részre osztotta. Az épület középpontjában, ugyanazon a tengelyen, amelyen a nyilvános kihallgatások trónterme is található, helyezkedik el egy sekély medence, amit az útburkolatba süllyesztettek. Alját lótusz alakúra képezték ki, és a Paradicsom forrásának nevezték el. A medence négyzet alakú, területe 6,1 m², ezzel a teljes négyzetet elfoglalja. A lótuszvirág motívumnak 24 szirma van. A medencét háromszoros szegély határolja, melyben virágmotívumok és arabeszk díszítés látható, ritka, többszínű kövekkel. Amikor víz áramlik át a medencén, egy optikai illúzió miatt a virágszirmok úgy látszanak, mintha emelkednének, majd lehullanának.
Termei közül kiemelkedik az Igazság Mérlege csarnok, melyet egy márványrácsos válaszfal fölött található mérlegábrázolásról neveztek el. A hosszú perzsa felirat a falon feljegyzi a munkálatok kezdetét, a hivatalos átadás időpontját, idézi a költségeket és méltatja az uralkodó, Sáh Dzsahán érdemeit az építkezésben, művét összehasonlítva a birodalom egyéb építményeivel és erődjeivel.

### Sáhi Burdzs
Egy nagy palotakomplexum, mely sok helyiségből áll, és eredetileg lakosztályként szolgált. A Nahre-Behest folyt rajta keresztül, és a Jamuna folyóra nyílik innen a kilátás. A komplexum legnagyobb pavilonjának közepén egy mesterséges vízesés található, amelyet emelőgépek segítségével a folyóból működtettek. Innen látták el a paloták fürdőit (hammám), és a palotákat hűtő csatornák vizét is innen táplálták. Teljes egészében fehér márványból épült, stilizált kompozíciókkal gazdagon díszítették és aranyozták. A csatornára néző falakon két perzsa nyelvű felirat látható, amik a királyt és a palotát dicsőítik, különösen pedig az éteri vizes berendezést. Keleti oldalán, a Jamuna felé nézve található a Muszamman Burdzs (=nyolcszögletű torony), amit a király arra használt, hogy megjelenjen alattvalói előtt.

### Hammám (Fürdő)
A Díváne Hász északi oldalán, a déli oldalhoz hasonlóan, egy nyílt teret átszelve lehet eljutni a királyi fürdő, a Hammám épületéhez, amely három márványkupolás teremből áll, és amelyben patakokból, szökőkutakból árad ki a víz. A Díváne Hász épületével együtt ezeket az épületeket Gúzal Hánának (Ghusal Khana) nevezik. A folyosó közepén felosztották a fürdőt női és férfi részlegre. A középső teremben található márványberakásos vízvezető-csatorna, valamint a falakon látható intarziás díszítések az uralkodó, Sáh Dzsahán kifinomult ízléséről tanúskodnak. Sajnos mára a színes mennyezeteket tönkretették azok a fertőtlenítő meszelések, amelyeket 1857 után a britek alkalmaztak, amikor az erőd már katonai támaszpontként szolgált.

### Moti Maszdzsid (Gyöngymecset)

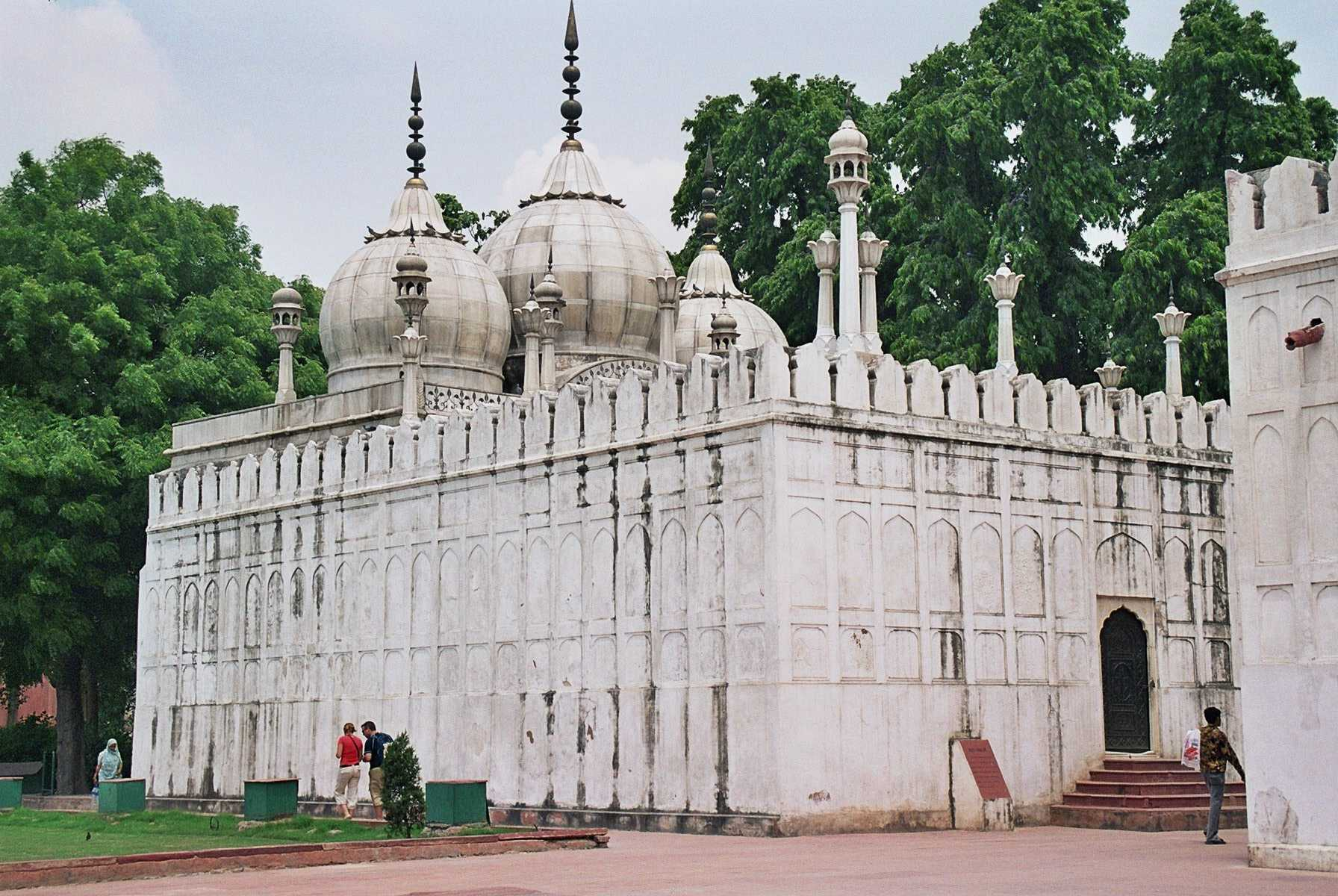
Moti Maszdzsid (Gyöngymecset)

A fürdőt egy keskeny sáv választja el a nyugati oldalon a Gyöngymecsettől. A mecsetet Aurangzeb császár saját céljaira, illetve udvarhölgyeinek használatára építtette. Előképe az agrai erőd Gyöngymecsete volt, amelyet Sáh Dzsahán leánya építtetett már abban az időszakban, amikor az uralkodói székhelyet Agrából a delhi erődbe helyezték. Hasonlósága az agrai Gyöngymecsettel szembetűnő, bár annak szépségével néhány kutató szerint nem ér fel. A lekerekített, elvékonyodó kupola a késői mogul építészet jellemzője. Az északi falnál egy fedett átjáró biztosította az udvarhölgyek útvonalát. Az átjáró bronz ajtaja finoman díszített, vélhetően olasz kézművesek munkája. A mecset 12,2 méter × 10,6 méteres területen fekszik.